# Демографія Османської імперії
Демографія Османської імперії включає щільність населення, етнічну приналежність, рівень освіти, релігійну приналежність та інші аспекти населення.
Правителі Османської імперії, розробили досить ефективну систему підрахунку населення імперії лише через чверть століття після того, як процедури перепису населення були запроваджені в Сполучених Штатах Америки, Великій Британії, та Франції. В Османській імперії було проведено чотири загальні переписи: перепис 1831 року, перепис 1881–82 років, перепис 1905–06 років і перепис 1914 року. Існувало багато спеціальних переписів, відомих у Стамбулі. Є значні докази того, що перепис охоплював усю імперію, але він проводився в таких суворих умовах, що його результати слід вважати не більше ніж оцінками. Переписувачі були непідготовленими й здебільшого не мали нагляду.

## Департамент перепису населення
Організаційна структура Департаменту перепису населення (Niifus-u Umumi Idaresi) була незалежним підрозділом  у Міністерстві внутрішніх справ. Вона була відокремлена від армії, яка мала власні персональні записи, та кадастру, що займався оцінкою майна для цілей оподаткування. Департамент перепису населення поділявся на три основні відділи:
1. відділ листування (Tahrirat Kalemi),
2. відділ статистики (Ihsaiyat Kalemi)
3. відділ архівів (Evrak Kalemi),

а також додатковий відділ пересилання (Irsalat Memuriyet), який займався відправкою та отриманням кореспонденції. За межами головного офісу в столиці, окружні штаби під керівництвом директорів (назірів) були призначені до кожної провінційної столиці для керівництва роботою чиновників, розташованих уздовж адміністративних поділів Османської імперії.

## Система перепису населення Османської імперії
Як і в сучасній системі перепису, найважливішою частиною є початкове складання постійних реєстрів населення (sicil-i niifus) у кожному селі та кожному кварталі великих міст. Переписувачі, виконуючи свою роботу, мали супроводжуватися релігійними лідерами та мерами, і дані, що записувалися, включали не лише ім'я та характеристики кожної особи, знайденої в їхніх округах, але й вперше їхню стать; жінки були включені до реєстраційних аркушів раніше, ніж у багатьох інших країнах.
Форма реєстрації була стандартизована. Стандартна форма мала типи на основі вказаної особою релігії. Окремі реєстри існували для кожного визнаного міллету. Усі сторінки реєстрів нумерувалися послідовно та скріплювалися печаткою, щоб підроблені сторінки не могли бути замінені на справжні. Замість порожніх сторінок, залишених у кінці оригінальних реєстрів під час попередніх переписів, тепер було запроваджено окремі реєстри щоденних змін у переписі, і окружні та провінційні адміністративні ради мали засвідчити їхню точність перед тим, як інформація надсилалася до Стамбула для включення у загальноімперську статистику. Також видавалися друковані свідоцтва, причому більшість оплати йшла місцевим інформаторам, щоб звіти надходили регулярно та вчасно.
Питання перепису:
- Місце народження
- Стать (окремий підрозділ для чоловіків; військовий статус, стиль вусів, стиль бороди)
- Місце проживання
- Вік
- Ремесло або професія
- Сімейний стан
- Стан здоров'я
- Релігія

### Свідоцтво про реєстрацію населення
Під час перепису кожна людина реєструвалася і отримувала Свідоцтво про реєстрацію населення (Nufus Tezkeresi) з підписом і печаткою, що було своєрідною квитанцією про реєстрацію і містило ті ж самі дані, що й у реєстрі.
На практиці це свідоцтво виконувало функції як свідоцтва про народження, так і посвідчення особи, і його необхідно було надавати для всіх урядових і правових операцій.

## Перепис населення
Демографічні дані протягом більшої частини історії Османської імперії не були надто точними. Протягом п'яти століть її існування імперія не мала легкодоступних і достовірних даних, окрім цифр щодо кількості працевлаштованих громадян. До першого офіційного перепису (1881–1893) дані виводилися з розширення податкових значень на загальну чисельність населення. Через використання податкових даних для визначення розміру населення детальні дані для численних османських міських центрів — міст із понад 5,000 мешканців — є досить точними. Ці дані доповнювалися інформацією про заробітну плату та ціни. Іншим джерелом були дані про кількість землевласників домогосподарств в Османській імперії — кожне домогосподарство вважалося таким, що складається з 5 осіб. 

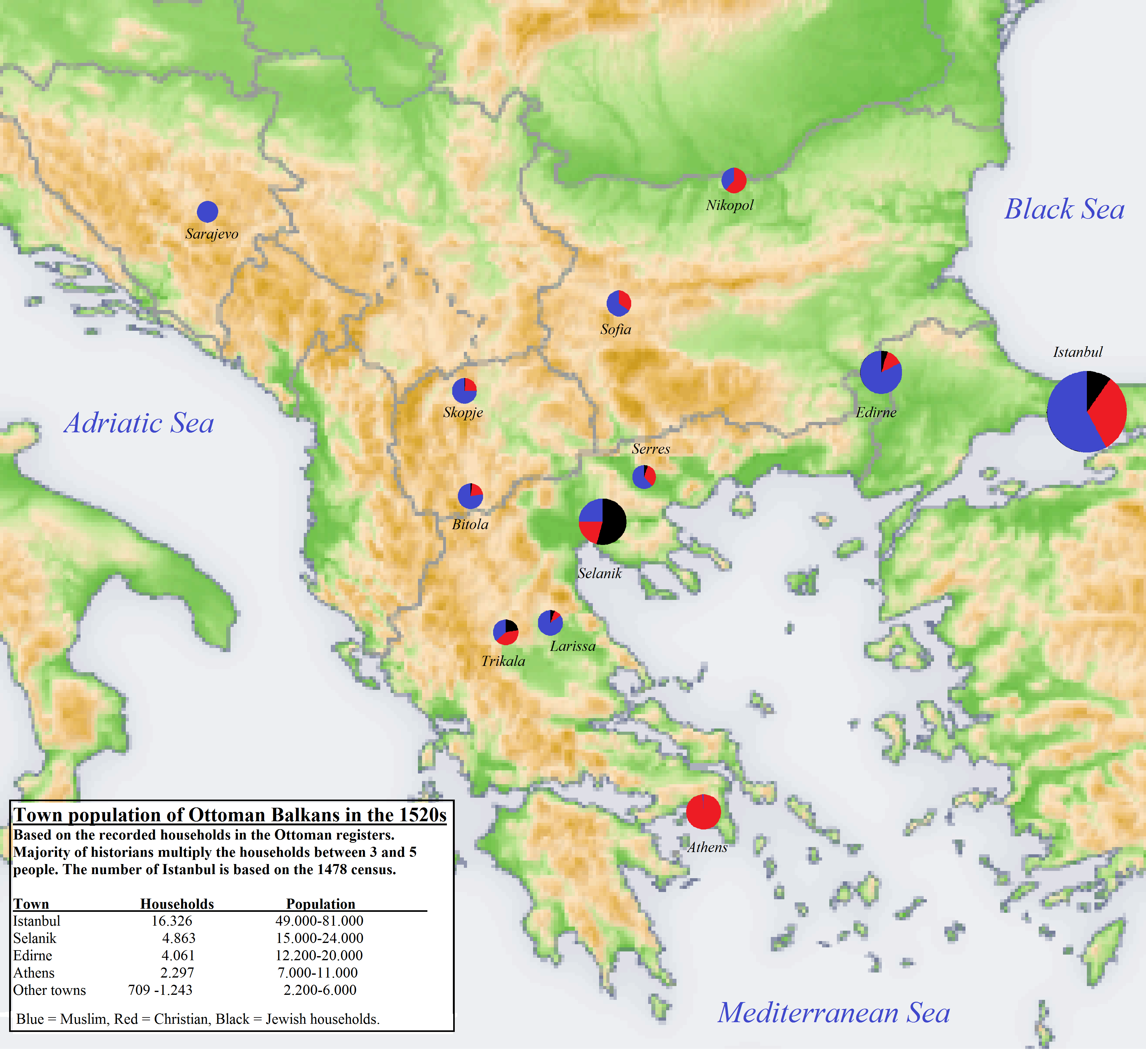
Міське населення на Балканах у XVI ст

### Османський перепис 1831 року
Султан Махмуд II провів перший загальний перепис населення як частину своїх зусиль зі створення нової армії (армія Нізам-і Джедід) та бюрократії, після знищення яничарського корпусу, у 1826 році. Перепис в Османській імперії розпочався у 1828-1829 роках як у Європі, так і в Анатолії. Початок війни з Росією у 1828-1829 роках завадив поширенню цих процедур на загальноімперському рівні. Цілі села залишалися не врахованими. Підраховували лише оподатковуване населення, тобто здорових чоловіків старше 15 років. У деяких поселеннях решта чоловічого населення становила більшість.
| [ 6 ]                                                                                    | [ 6 ]     | [ 6 ]      | [ 6 ]       | [ 6 ]  | [ 6 ]  | [ 6 ]   |
| Територія                                                                                | Загалом   | Мусульмане | Сх. правосл | Роми   | Евреи  | Вірмени |
| ---------------------------------------------------------------------------------------- | --------- | ---------- | ----------- | ------ | ------ | ------- |
| Загальна кількість (з тих, хто був зафіксований/підрахований)                            | 3 377 307 | 1 316 682  | 1 941 816   | 93 943 | 20 636 | 4230    |
| Румелія                                                                                  | 1 061 172 | 337 001    | 686 991     | 25 126 | 9955   | 2099    |
| сільський район в окрузі Чаталджа                                                        | 3440      | 848        | 2592        |        |        |         |
| Селімбрія                                                                                | 887       | 887        |             |        |        |         |
| Мідія                                                                                    | 127       | 127        |             |        |        |         |
| Теркос                                                                                   | 794       | 794        |             |        |        |         |
| Чекмеджикебір                                                                            | 464       | 464        |             |        |        |         |
| Кючюкчекмедже                                                                            | 403       | 403        |             |        |        |         |
| Тірекешчітлігі                                                                           | 29        | 29         |             |        |        |         |
| Тектурдаґи                                                                               | 11 557    | 3773       | 7727        | 57     |        |         |
| Інеджик                                                                                  | 1672      | 812        | 836         | 24     |        |         |
| Малкара                                                                                  | 5585      | 1511       | 4010        | 64     |        |         |
| Геліболу                                                                                 | 10 792    | 4179       | 6613        |        |        |         |
| Шаркой                                                                                   | 8714      | 962        | 7752        |        |        |         |
| Берґос                                                                                   | 5097      | 1860       | 3154        | 32     | 51     |         |
| Чорлу                                                                                    | 3027      | 971        | 1938        | 45     | 73     |         |
| Мармара Ереглісі                                                                         | 755       | 177        | 554         | 24     |        |         |
| Бабаятік                                                                                 | 1795      | 542        | 1253        |        |        |         |
| Хавас Махмутпаша                                                                         | 1580      | 684        | 896         |        |        |         |
| Хайраболу                                                                                | 3254      | 2203       | 1051        |        |        |         |
| Евреше                                                                                   | 1661      | 666        | 956         | 39     |        |         |
| Іноз                                                                                     | 2663      | 274        | 2327        | 62     |        |         |
| Кешан                                                                                    | 5479      | 850        | 4557        | 72     |        |         |
| Чісріергене                                                                              | 10 815    | 1929       | 8886        |        |        |         |
| Іпсала                                                                                   | 2467      | 955        | 1512        |        |        |         |
| Едірне                                                                                   | 39 010    | 18 487     | 16 789      | 750    | 1541   | 1443    |
| місцевість в окрузі Ада                                                                  | 6304      | 1090       | 5214        |        |        |         |
| місцевість в окрузі Çdke                                                                 | 6793      | 1990       | 4803        |        |        |         |
| місцевість в окрузі Ускюдар й Битола                                                     | 19 373    | 2333       | 17 040      |        |        |         |
| місцевість в окрузі Тирфеллі                                                             | 181       |            | 181         |        |        |         |
| Свиленград                                                                               | 2243      | 914        | 1329        |        |        |         |
| Чірмен                                                                                   | 3172      | 1910       | 1262        |        |        |         |
| Чирпан                                                                                   | 5557      | 938        | 4619        |        |        |         |
| Смолян                                                                                   | 10 187    | 6080       | 4107        |        |        |         |
| Казанлик                                                                                 | 16 040    | 7195       | 8097        | 748    |        |         |
| Стара Загора                                                                             | 18 368    | 5586       | 12 782      |        |        |         |
| Дідімотейхо                                                                              | 18 377    | 7525       | 10 852      |        |        |         |
| Фереджик                                                                                 | 5858      | 2385       | 3473        |        |        |         |
| Фетхіє                                                                                   | 1525      | 692        | 833         |        |        |         |
| Комотіні                                                                                 | 37 568    | 30 517     | 5339        | 1712   |        |         |
| Єніджіекерасу                                                                            | 11 395    | 7582       | 2540        | 1273   |        |         |
| Узунджагабат йХасково                                                                    | 20 692    | 9941       | 10 118      | 633    |        |         |
| Момчилград                                                                               | 6391      | 6251       | 51          | 89     |        |         |
| Драма                                                                                    | 12 702    | 8618       | 3077        | 1007   |        |         |
| Джигладжик й Сан Шабан                                                                   | 5171      | 4986       | 131         | 54     |        |         |
| Велико-Тирново                                                                           | 3051      | 3051       |             |        |        |         |
| місцевість в окрузі Хуталіч                                                              | 7543      | 7543       |             |        |        |         |
| місцевість в окрузі Торлюк                                                               | 5108      | 5108       |             |        |        |         |
| місцевість в окрузі Сахра                                                                | 2678      | 2678       |             |        |        |         |
| Пловдив                                                                                  | 58 588    | 10 920     | 44 959      | 2021   | 344    | 344     |
| Пазарджик                                                                                | 21 124    | 3269       | 14 083      | 3653   | 119    |         |
| Іхтиман                                                                                  | 1992      | 408        | 1501        | 83     |        |         |
| Софія                                                                                    | 44 739    | 4161       | 39 692      | 886    |        |         |
| Пирот                                                                                    | 29 363    | 1341       | 27 643      | 379    |        |         |
| Правіште                                                                                 | 7573      | 4718       | 2596        | 259    |        |         |
| Берекетлі                                                                                | 1137      | 967        | 170         |        |        |         |
| Кавала                                                                                   | 1616      | 1514       | 102         |        |        |         |
| Беркофча                                                                                 | 15 056    | 1125       | 13 549      | 382    |        |         |
| Джума Пазари                                                                             | 4649      | 3733       | 916         |        |        |         |
| Егрі Бучак                                                                               | 2776      | 1482       | 1294        |        |        |         |
| Чаршамба                                                                                 | 4067      | 2350       | 1717        |        |        |         |
| Серфіче                                                                                  | 2942      | 682        | 2260        |        |        |         |
| Тиквеш                                                                                   | 10 558    | 4454       | 6104        |        |        |         |
| Петрич                                                                                   | 7762      | 3893       | 3869        |        |        |         |
| Радовиш                                                                                  | 8411      | 3504       | 4907        |        |        |         |
| Гоце Делчев                                                                              | 17 898    | 8539       | 8620        | 739    |        |         |
| Мелник                                                                                   | 5360      | 918        | 4182        | 260    |        |         |
| Тимурхісар                                                                               | 10 334    | 3229       | 6611        | 494    |        |         |
| Зіхне                                                                                    | 13 526    | 2867       | 10 017      | 642    |        |         |
| Сере                                                                                     | 23 064    | 4459       | 16 596      | 1761   | 248    |         |
| Салоніки                                                                                 | 40 215    | 12 368     | 21 669      | 511    | 5667   |         |
| Яниця                                                                                    | 11 577    | 6811       | 4766        |        |        |         |
| Едеса                                                                                    | 7879      | 3996       | 3883        |        |        |         |
| Верія                                                                                    | 12 732    | 1680       | 11 052      |        |        |         |
| Агусет                                                                                   | 888       | 151        | 737         |        |        |         |
| Перзінек                                                                                 | 4651      | 215        | 4436        |        |        |         |
| Ізнебол                                                                                  | 5434      | 131        | 5152        | 151    |        |         |
| Струмиця                                                                                 | 9564      | 3674       | 5344        | 546    |        |         |
| Тойран                                                                                   | 8041      | 4631       | 3076        | 334    |        |         |
| Чорногорія                                                                               | 4282      | 2722       | 1452        | 108    |        |         |
| Кілкіс                                                                                   | 10 457    | 3176       | 6949        | 332    |        |         |
| Дупниця                                                                                  | 15 170    | 3528       | 11 642      |        |        |         |
| Радомир                                                                                  | 8000      | 789        | 7211        |        |        |         |
| Враца                                                                                    | 16 007    | 1463       | 14 282      | 262    |        |         |
| Кратова, Вранє, Палангай, Егрідере                                                       | 26 444    | 4749       | 21 068      | 627    |        |         |
| Видин, Акчар, Каралом, Белоградчик, Чунарка, Годгоскаджа, й місцевість в окрузі Естерлік | 32 830    | 6695       | 24 846      | 1289   |        |         |
| Велес                                                                                    | 17 875    | 4767       | 12 718      | 390    |        |         |
| Прилеп                                                                                   | 18 622    | 3683       | 14 489      | 450    |        |         |
| Самоков                                                                                  | 12 894    | 816        | 11 973      | 11     | 94     |         |
| Кюстендил                                                                                | 17 479    | 3032       | 14 070      | 232    | 145    |         |
| Бехішт                                                                                   | 5467      | 3202       | 2176        | 89     |        |         |
| Касторія                                                                                 | 19 772    | 3313       | 16 124      | 335    |        |         |
| Персепе                                                                                  | 2730      | 568        | 2162        |        |        |         |
| Битола                                                                                   | 33 141    | 6723       | 24 550      | 705    | 1163   |         |
| Флорина                                                                                  | 11 214    | 5596       | 5253        | 365    |        |         |
| Істрова                                                                                  | 2891      | 1658       | 1176        | 57     |        |         |
| Готпеште                                                                                 | 5754      | 2081       | 3630        | 43     |        |         |
| Насліч                                                                                   | 8716      | 2693       | 5748        | 275    |        |         |
| Штип                                                                                     | 16 746    | 6920       | 9826        |        |        |         |
| Кочани                                                                                   | 9486      | 3374       | 6112        |        |        |         |
| Куманово                                                                                 | 13 095    | 2276       | 10 819      |        |        |         |
| Сілістра                                                                                 | 256 269   | 150 970    | 96 342      | 8779   | 178    |         |
| Никопол (санжак)                                                                         | 197 775   | 110 304    | 81 489      | 5804   | 178    |         |
| Сельві                                                                                   | 7734      | 7734       |             |        |        |         |
| Ізладі                                                                                   | 2580      | 2580       |             |        |        |         |
| Єтрополе                                                                                 | 545       | 545        |             |        |        |         |
| Ловеч                                                                                    | 12 404    | 12 404     |             |        |        |         |
| Плевен                                                                                   | 6031      | 6031       |             |        |        |         |
| Рахова                                                                                   | 1831      | 1831       |             |        |        |         |
| Сіпре                                                                                    | 235       | 235        |             |        |        |         |
| Никопол                                                                                  | 13 681    | 3893       | 8598        | 1190   |        |         |
| Свиштов                                                                                  | 10 286    | 3897       | 5760        | 629    |        |         |
| Русе                                                                                     | 24 798    | 16165      | 7196        | 1437   |        |         |
| Ямбол                                                                                    | 3449      | 1942       | 1507        |        |        |         |
| Невагії Янболу                                                                           | 2681      | 1444       | 1237        |        |        |         |
| Заграїджит                                                                               | 8037      | 3292       | 4745        |        |        |         |
| Єніджі Кизилагач й Хатунилі                                                              | 2001      | 499        | 1502        |        |        |         |
| Ниш                                                                                      | 20 993    | 1862       | 18 378      | 575    | 178    |         |
| Призрен                                                                                  | 12 721    | 9488       | 2867        | 366    |        |         |
| Єгуд                                                                                     | 5291      | 2768       | 2479        | 44     |        |         |
| Тирговиште                                                                               | 4730      | 2404       | 2323        | 3      |        |         |
| Ґуде                                                                                     | 7674      | 7574       |             | 100    |        |         |
| Скоп'є                                                                                   | 22 260    | 9660       | 11 700      | 900    |        |         |
| Тетово                                                                                   | 20 281    | 11 766     | 8043        | 472    |        |         |
| Кичево                                                                                   | 7528      | 2286       | 5154        | 88     |        |         |
| Сілістрійський санджак                                                                   | 58 494    | 40 666     | 14 853      | 2975   |        |         |
| Варна                                                                                    | 5167      | 3427       | 1573        | 167    |        |         |
| Ісакчі                                                                                   | 1197      | 553        | 605         | 39     |        |         |
| Мінкале                                                                                  | 746       | 694        | 15          | 37     |        |         |
| Балчик й Каварна                                                                         | 2521      | 1766       | 630         | 125    |        |         |
| місцевість в окрузі Каркалла                                                             | 52        |            | 52          |        |        |         |
| Мечин                                                                                    | 1837      | 991        | 821         | 25     |        |         |
| Констанца                                                                                | 1844      | 1417       | 386         | 41     |        |         |
| Хиршова                                                                                  | 2398      | 1391       | 986         | 21     |        |         |
| Тулча                                                                                    | 1083      | 472        | 592         | 19     |        |         |
| Каннабад                                                                                 | 6877      | 5065       | 1454        | 358    |        |         |
| Бабадаг                                                                                  | 2870      | 1171       | 1661        | 38     |        |         |
| Доскасрі                                                                                 | 1983      | 1114       | 596         | 273    |        |         |
| Айтос                                                                                    | 7084      | 5790       | 845         | 449    |        |         |
| Новий Пазар                                                                              | 4730      | 3482       | 948         | 300    |        |         |
| Провадія                                                                                 | 2149      | 4530       | 1465        | 231    |        |         |
| Умурфакіх                                                                                | 1286      | 1140       |             | 146    |        |         |
| Суворово                                                                                 | 3149      | 1840       | 1163        | 146    |        |         |
| Пазарджик                                                                                | 4563      | 3515       | 761         | 287    |        |         |
| Чардак                                                                                   | 2831      | 2308       | 300         | 223    |        |         |
| кордони Республіки Болгарія                                                              | 496 744   | 181 455    | 296 769     | 17 474 | 702    | 344     |

### Османський перепис 1881–1893 рр
Перший офіційний перепис населення (1881–1893) зайняв 10 років, підготовка реєстраційних комітетів та форм які завершилися у 1884-1885 роках. З цього часу почався безперервний збір інформації з щорічними звітами, і в 1893 році результати були зібрані та представлені. Великий візир Ахмед Джевад-паша подав записи перепису в зшитому рукописі султану Абдул-Гаміду II. Цей перепис став першим сучасним, загальним і стандартизованим переписом, здійсненим не для податкових чи військових цілей, а для отримання демографічних даних. Населення було поділено за етно-релігійними та гендерними характеристиками. Чисельність як чоловіків, так і жінок наводилася у рамках етно-релігійних категорій, зокрема мусульмани, греки (включаючи греків з Малої Азії, понтійських греків і кавказьких греків — усі православні християни під юрисдикцією Константинопольського патріархату з дуже різним етнічним походженням), вірмени, болгари, католики, євреї, протестанти, латини, сирійці та роми.  

У 1867 році Державна рада Туреччини взяла на себе відповідальність за складання таблиць населення, що підвищило точність обліку населення. У 1874 році були введені нові методи обліку кількості населення. Це призвело до створення Генеральної адміністрації з питань населення, яка була підпорядкована Міністерству внутрішніх справ у 1881–1882 роках. Ці зміни політизували підрахунки населення.

Карти населення 1893-96 рр
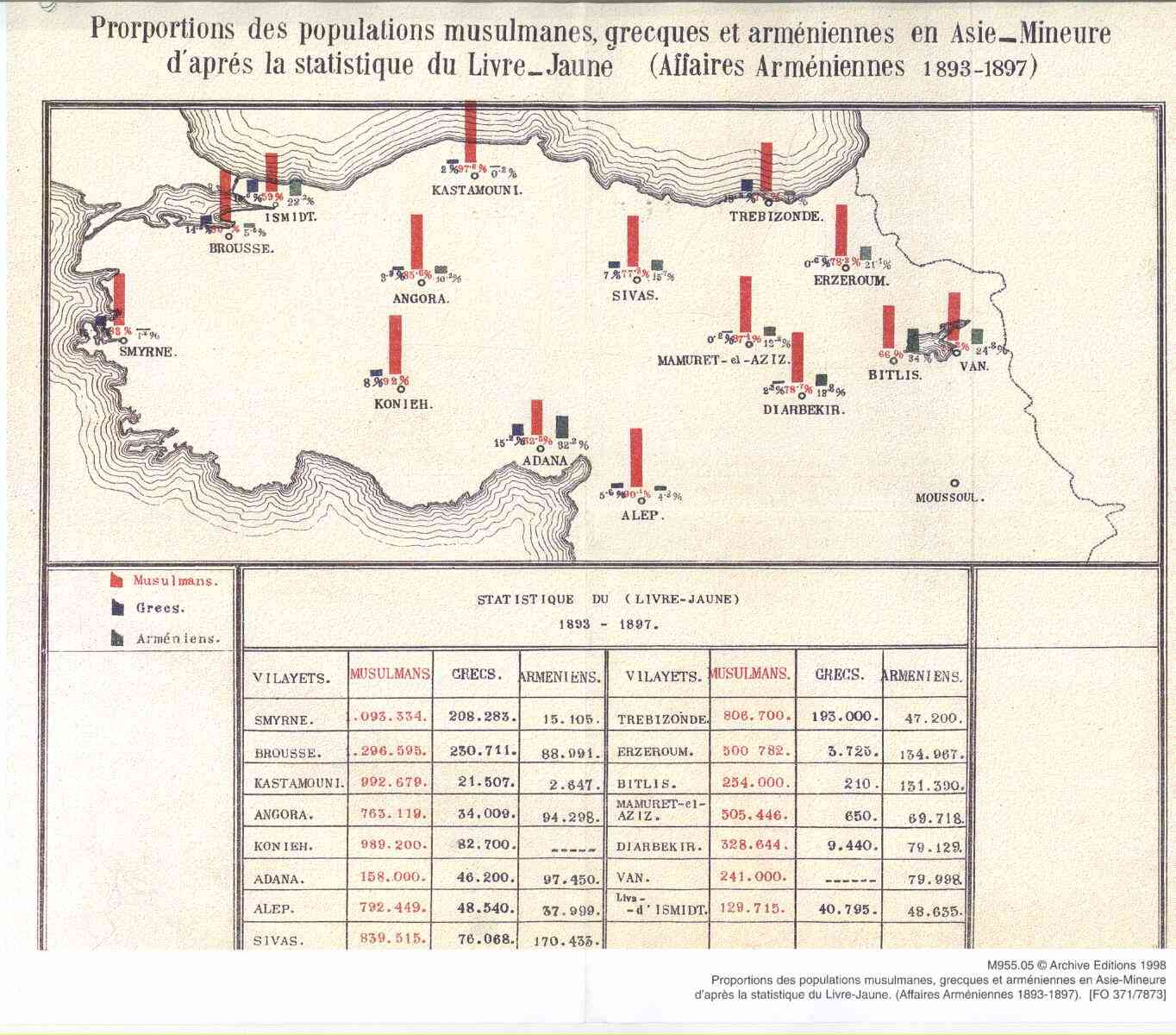
1893-96, мусульманське, грецьке та вірменське населення
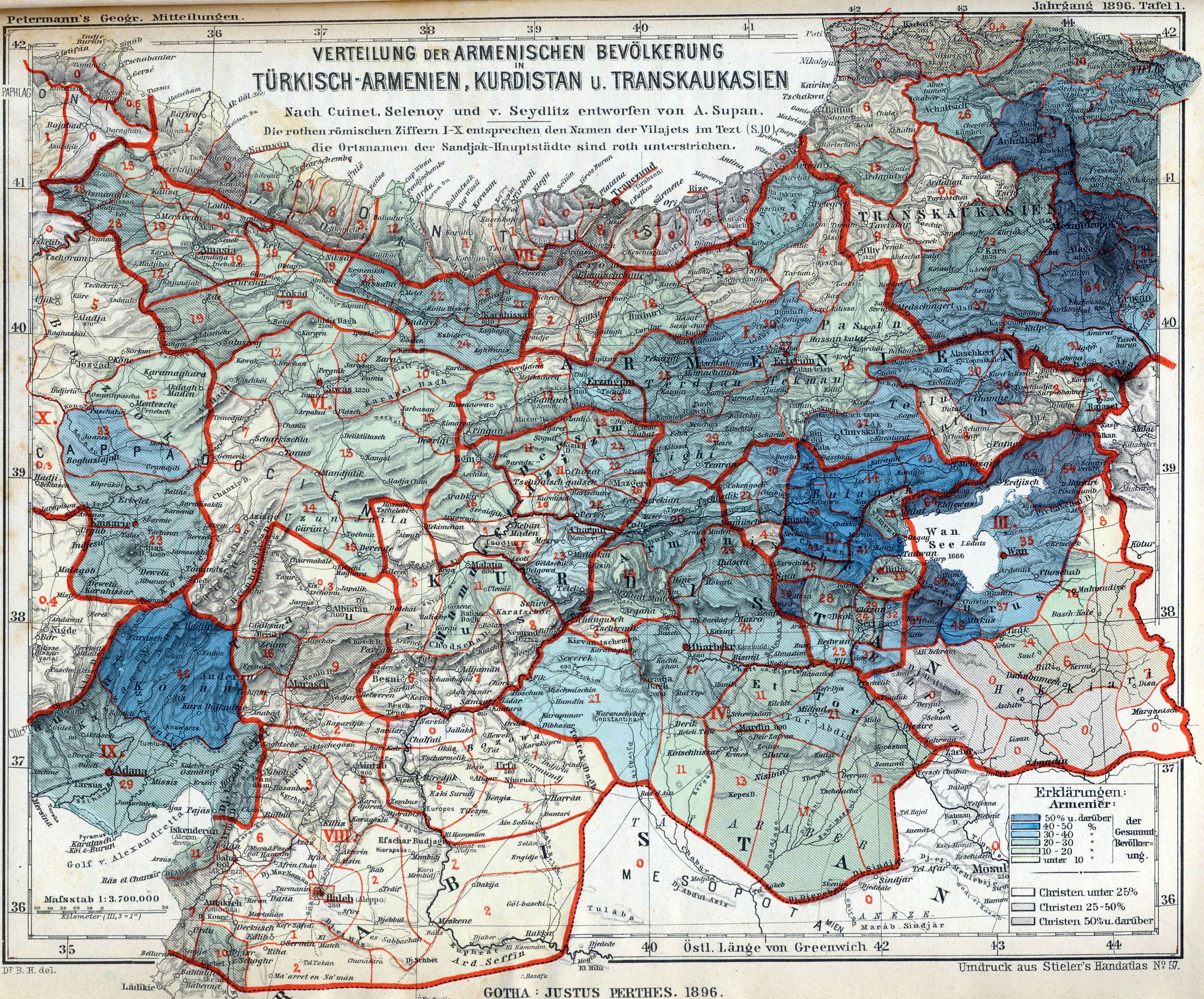
1893-96, вірменська роздача (кольор.)
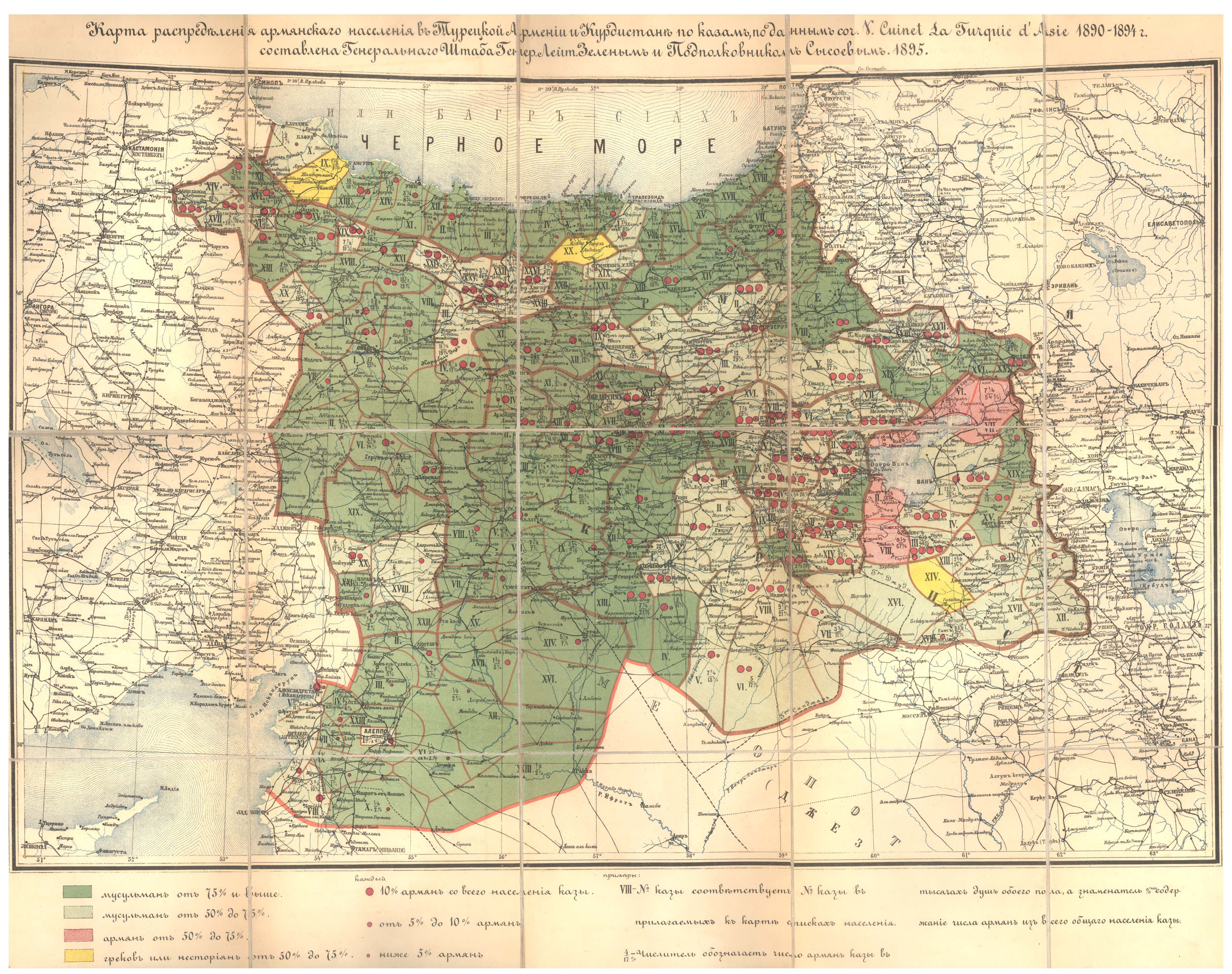
1893-96, зелений колір показує мусульманську більшість, червоний — вірменську більшість.

| Дані османського перепису | Дані османського перепису | Дані османського перепису | Дані османського перепису |
| ------------------------- | ------------------------- | ------------------------- | ------------------------- |
| Адміністративна одиниця   | Заг. числ нас.            | Вірменське нас.           | % вірмен.. нас.           |
| Ван                       | 132 007                   | 55 051                    | 41.70%                    |
| Бітліс                    | 338 642                   | 108 050                   | 31.91%                    |
| Ізміт                     | 228 443                   | 44 953                    | 19.68%                    |
| Ерузум                    | 637 015                   | 120 147                   | 18.86%                    |
| Стамбул                   | 903 482                   | 166 185                   | 18.39%                    |
| Мамурет-уль-Азіз          | 466 579                   | 83 394                    | 17.87%                    |
| Діярбекір                 | 414 657                   | 60 175                    | 14.51%                    |
| Сівас                     | 980 876                   | 129 085                   | 13.16%                    |
| Адана                     | 398 764                   | 36 695                    | 9.20%                     |
| Алеппо                    | 819 238                   | 70 663                    | 8.63%                     |
| Анкара                    | 1 018 744                 | 81 437                    | 7.99%                     |
| Хюдавендігар              | 1 454 294                 | 70 262                    | 4.83%                     |
| Трабзон                   | 1 164 595                 | 49 782                    | 4.27%                     |
| Sehremanati Mülhakati     | 88 306                    | 3074                      | 3.48%                     |
| Едірне                    | 985 962                   | 18 458                    | 1.87%                     |
| Чаталджа                  | 61 001                    | 979                       | 1.60%                     |
| Біга                      | 143 904                   | 1842                      | 1.28%                     |
| Конья                     | 1 022 834                 | 10 972                    | 1.07%                     |
| Айдин                     | 1 478 424                 | 15 229                    | 1.03%                     |
| Дайр-ез-Заур              | 51 270                    | 474                       | 0.92%                     |
| Кастамону                 | 968 884                   | 6652                      | 0.69%                     |
| Иерусалим                 | 258 860                   | 1610                      | 0.62%                     |
| Бейрут                    | 620 763                   | 2921                      | 0.47%                     |
| Сирія                     | 551 135                   | 1478                      | 0.27%                     |
| Салоніки                  | 1 038 953                 | 51                        | 0.00%                     |
| Архіпелаг                 | 286 736                   | 10                        | 0.00%                     |
| Монастир                  | 711 466                   | 22                        | 0.00%                     |
| ЗАГАЛОМ                   | 17 225 834 (100%)         | 1 139 651 (6.62%)         | 100.0%                    |

### Османський перепис 1905–1906 рр

Карти населення 1905-1906, 1914 рр
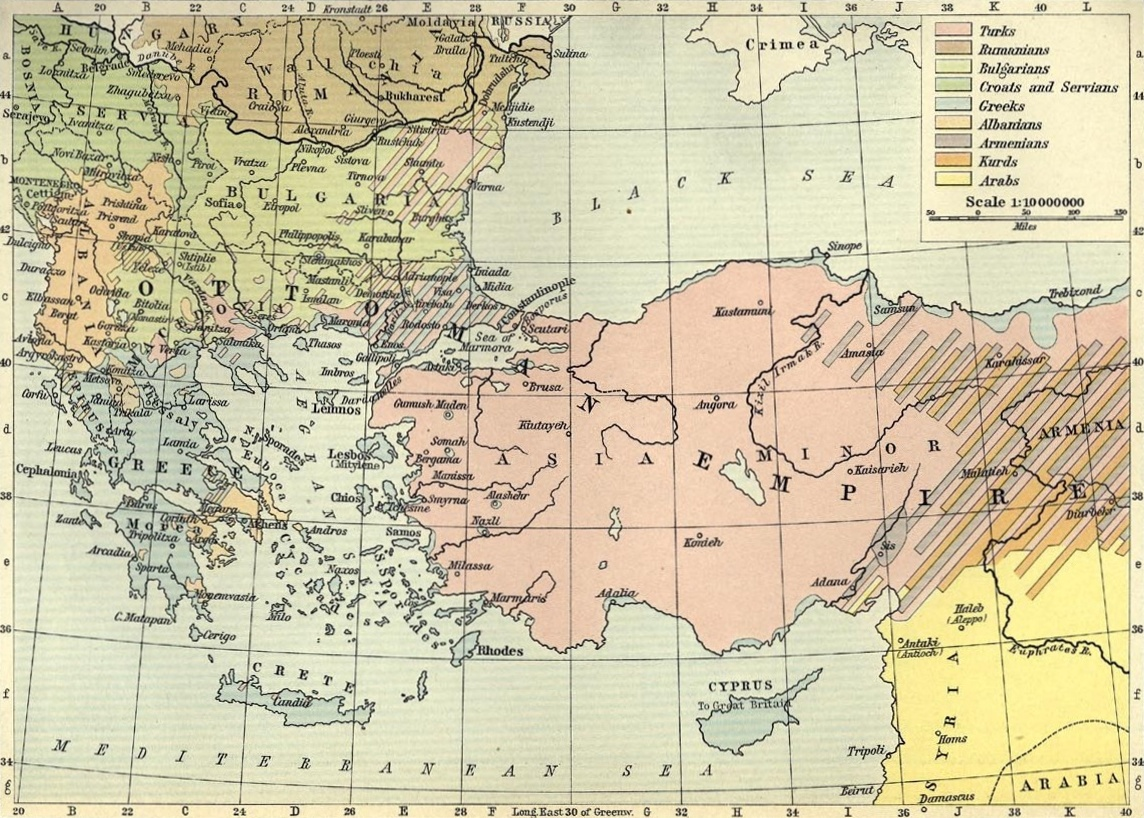
1905-1906 (надруковано 1911)
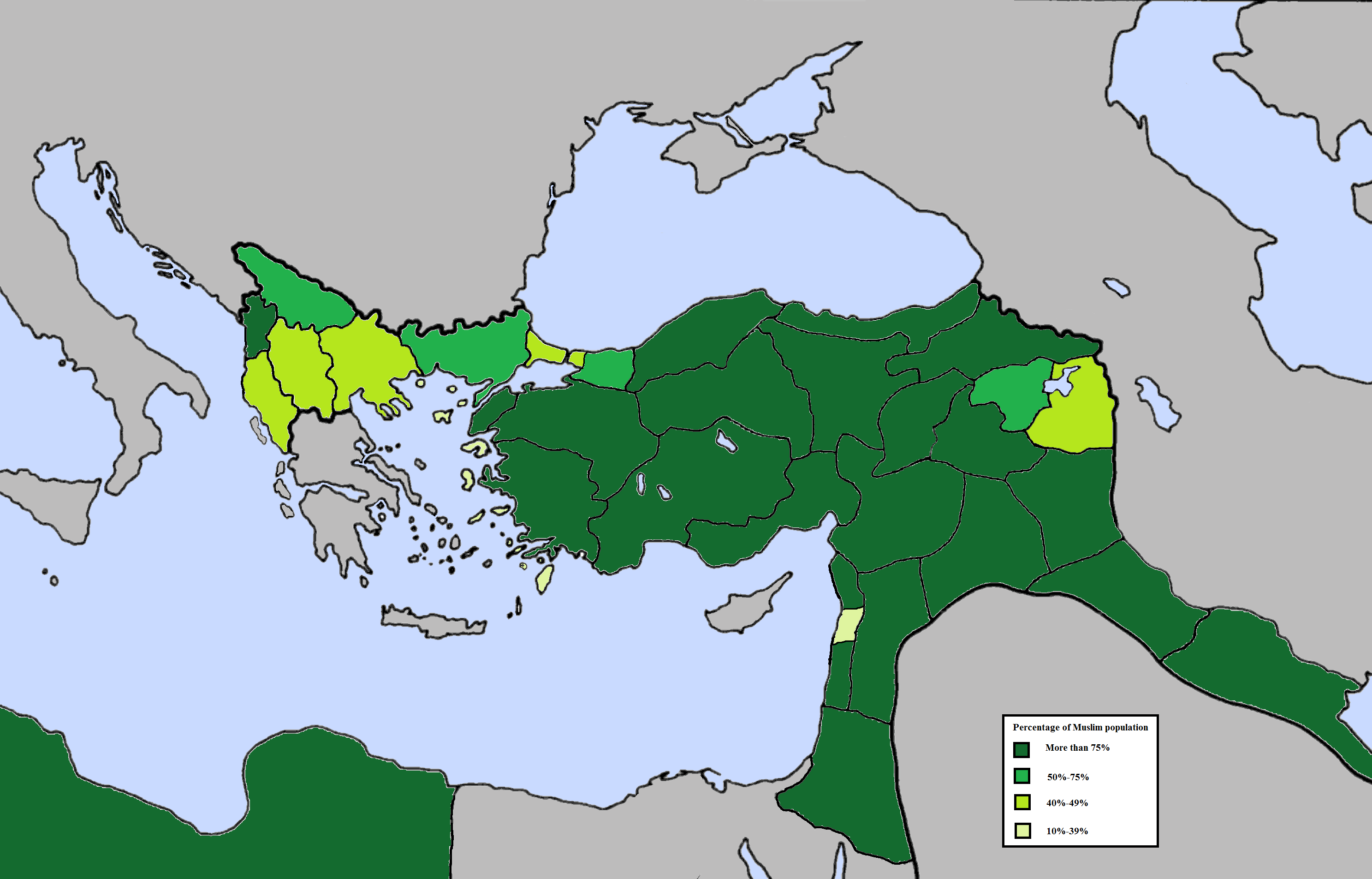
Мусульманське населення в османських вілаєтах (1907 р.)
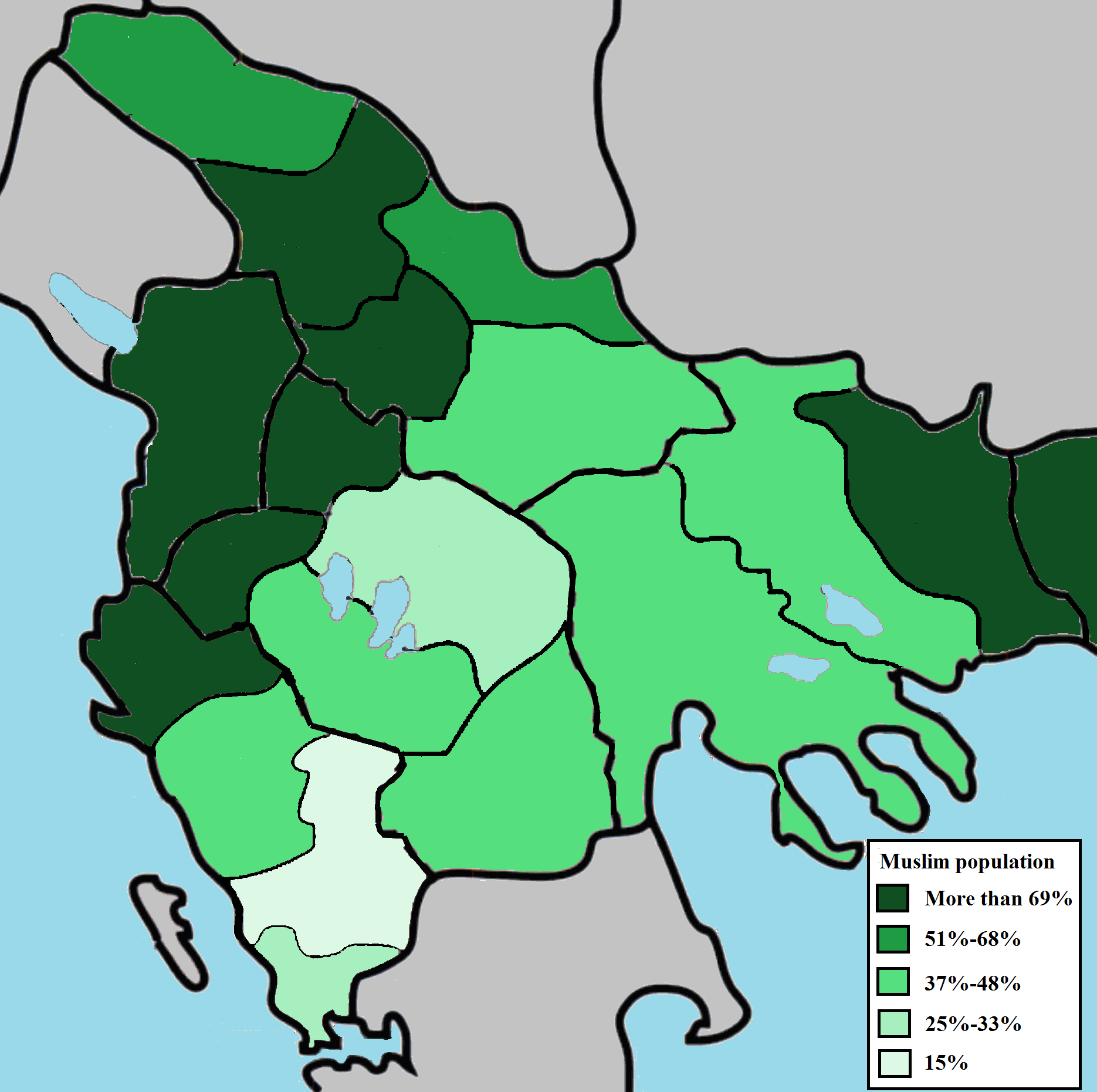
Мусульманське населення в османських санджаках

Після 1893 року в Османській імперії було створено статистичний орган (Istatistik-i Umumi Idaresi), під керівництвом якого в 1899 році були опубліковані результати ще одного офіційного перепису.
Перепис населення Османської імперії 1905–1906 зосереджувався на Іраку та Аравійському півострові, оскільки в Європі та Анатолії облік населення був уже добре налагоджений. Istatistik-i Umumi Idaresi провів нове переписне обстеження, для якого польові роботи тривали два роки (1905–1906). 2-3 мільйони людей в Іраку та Сирії залишилися незареєстрованими і не врахованими.  Слід зазначити, що повна (загальна) документація цього перепису не була опублікована. Результати регіональних досліджень на основі цих даних публікувалися пізніше і були відсортовані за датою публікації. До публікацій і наступних видань увійшли дані про населення Османської імперії станом на 1911, 1912 і 1914 роки. Значна кількість архівної документації перепису була використана у багатьох сучасних дослідженнях та міжнародних публікаціях. Після 1906 року Османська імперія почала розпадатися, а ланцюг насильницьких воєн, таких як Італо-турецька війна, Балканські війни та Перша світова війна, кардинально змінили регіон, його кордони та демографічну ситуацію.
| Розподіл населення Міллет в Османській імперії в 1906 році, згідно з офіційним переписом |                         |                      |
| Міллет | Жителі                  | % від загальної суми |
| Мусульмани а | 15 498 747 - 15 518 478 | 76,09% - 74,23%      |
| греки б | 2 823 065 - 2 833 370   | 13,86% - 13,56%      |
| Вірмени с | 1 031 708 - 1 140 563   | 5,07% - 5,46%        |
| болгари | 761 530 - 762 754       | 3,74% - 3,65%        |
| євреї | 253 435 - 256 003       | 1,24% - 1,23%        |
| протестанти d | 53 880                  | 0,26%                |
| Інші d | 332 569                 | 1,59%                |
| Всього | 20 368 485 - 20 897 617 | 100,00%              |
| Примітки:а Мусульманський міллет включає всіх мусульман. Найбільшими з них є турки, араби та курди . b Грецький Міллет включає всіх християн, які належать до Грецької православної церкви. Це і слов'яни, і албанці . c Це включає різні ассирійські церкви. d Перше джерело не включає протестантів та «інших». |                         |                      |

### Османський перепис 1914 року
Перепис населення Османської імперії 1914 року було зібрано та опубліковано як Memalik-i Osmaniyyenin 1330 Senesi Nütus Istatistiki.
Перепис 1914 року відобразив значні зміни у територіальних межах та адміністративному поділі Османської імперії. Статистика населення та загальні вибори 1914 року були основними джерелами даних про населення. Загальна чисельність населення імперії була визначена як 18,520,015 осіб. Підсумкові дані за 1914 рік показали "чистий приріст" на 1,131,454 особи порівняно з переписом 1905-06 років. Ці дані відображають втрату територій і населення в Європі внаслідок Балканських воєн; інакше, загальна цифра приросту становила б 3,496,068 осіб.

Перепис значно занижував кількість немусульманського населення. Наприклад, у Діярбакирі в переписі 1914 року вказувалося, що вірменське населення становило 73,226 осіб, але у вересні 1915 року Решид Бей оголосив, що депортував 120 000 вірмен із провінції.

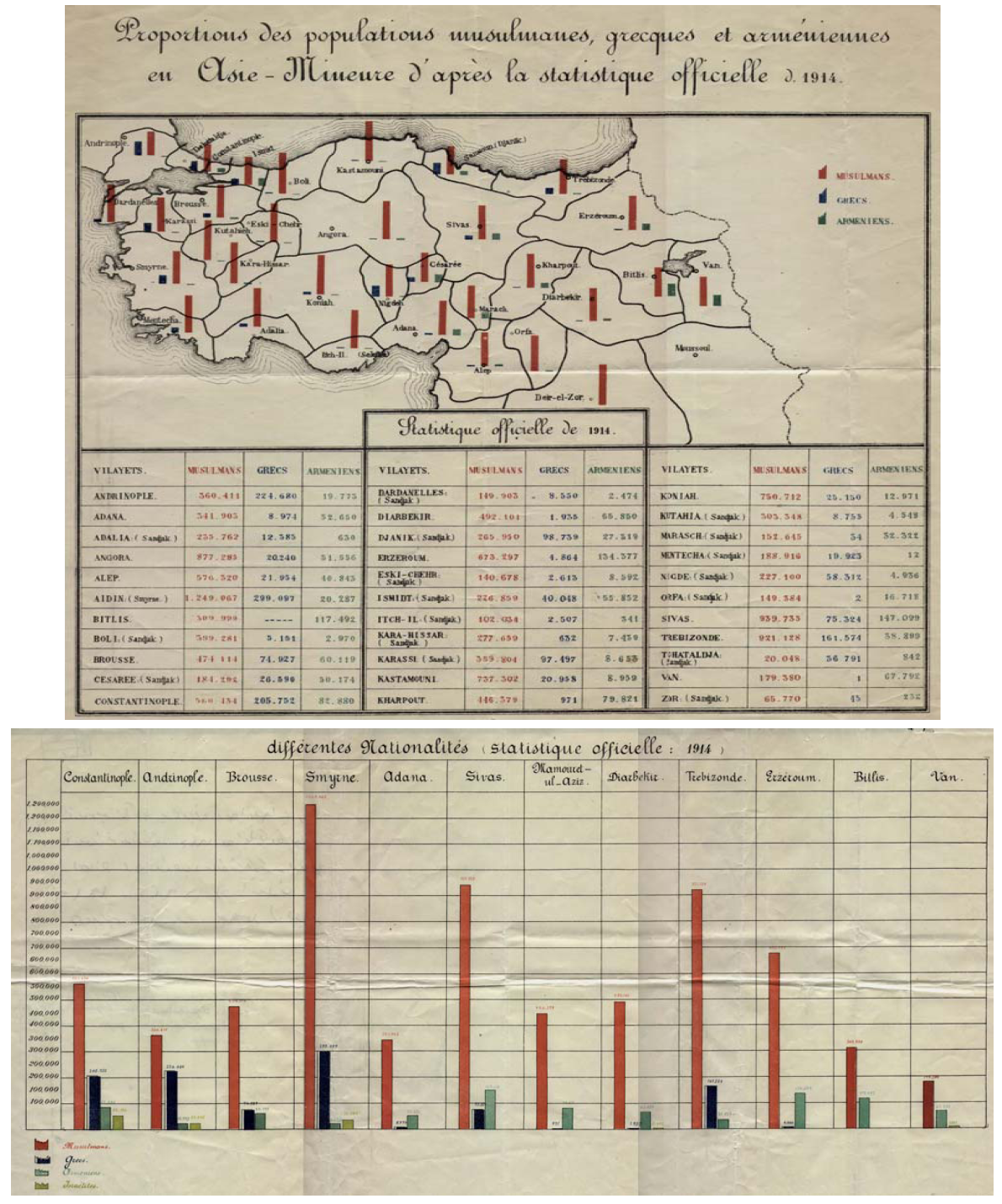
1914, мусульманське, грецьке та вірменське населення

| Офіційні дані перепису 1914 року (загальна кількість чоловіків і жінок) | Офіційні дані перепису 1914 року (загальна кількість чоловіків і жінок) | Офіційні дані перепису 1914 року (загальна кількість чоловіків і жінок) | Офіційні дані перепису 1914 року (загальна кількість чоловіків і жінок) | Офіційні дані перепису 1914 року (загальна кількість чоловіків і жінок) | Офіційні дані перепису 1914 року (загальна кількість чоловіків і жінок) | Офіційні дані перепису 1914 року (загальна кількість чоловіків і жінок) | Офіційні дані перепису 1914 року (загальна кількість чоловіків і жінок) | Офіційні дані перепису 1914 року (загальна кількість чоловіків і жінок) | Офіційні дані перепису 1914 року (загальна кількість чоловіків і жінок) | Офіційні дані перепису 1914 року (загальна кількість чоловіків і жінок) | Офіційні дані перепису 1914 року (загальна кількість чоловіків і жінок) | Офіційні дані перепису 1914 року (загальна кількість чоловіків і жінок) | Офіційні дані перепису 1914 року (загальна кількість чоловіків і жінок) | Офіційні дані перепису 1914 року (загальна кількість чоловіків і жінок) |
| Провінція                                                               | Мусульмане                                                              | Греки                                                                   | Вірмени                                                                 | Євреї                                                                   | Греко-католики                                                          | Вірменські католики                                                     | Протестанти                                                             | Латини                                                                  | Сирійці                                                                 | Стародавні сирійці                                                      | Халдеї                                                                  | Яковіти                                                                 | Мароніти                                                                | Самаряни                                                                |
| ----------------------------------------------------------------------- | ----------------------------------------------------------------------- | ----------------------------------------------------------------------- | ----------------------------------------------------------------------- | ----------------------------------------------------------------------- | ----------------------------------------------------------------------- | ----------------------------------------------------------------------- | ----------------------------------------------------------------------- | ----------------------------------------------------------------------- | ----------------------------------------------------------------------- | ----------------------------------------------------------------------- | ----------------------------------------------------------------------- | ----------------------------------------------------------------------- | ----------------------------------------------------------------------- | ----------------------------------------------------------------------- |
| Адана                                                                   | 341 903                                                                 | 8537                                                                    | 50 139                                                                  | 66                                                                      | 437                                                                     | 2511                                                                    | 5036                                                                    | 174                                                                     | 467                                                                     |                                                                         | 406                                                                     | 1045                                                                    | 302                                                                     |                                                                         |
| Анкара                                                                  | 877 285                                                                 | 20 226                                                                  | 44 507                                                                  | 1026                                                                    | 14                                                                      | 7069                                                                    | 2381                                                                    |                                                                         |                                                                         |                                                                         |                                                                         |                                                                         |                                                                         |                                                                         |
| Анталія                                                                 | 235 762                                                                 | 12 385                                                                  | 630                                                                     | 250                                                                     |                                                                         |                                                                         |                                                                         |                                                                         |                                                                         |                                                                         |                                                                         |                                                                         |                                                                         |                                                                         |
| Айдин (Ізмір)                                                           | 1 249 067                                                               | 299 096                                                                 | 19 395                                                                  | 35 041                                                                  | 1                                                                       | 892                                                                     | 479                                                                     | 1793                                                                    | 2                                                                       |                                                                         | 11                                                                      |                                                                         |                                                                         |                                                                         |
| Бітліс                                                                  | 309 999                                                                 |                                                                         | 114 704                                                                 |                                                                         |                                                                         | 2788                                                                    | 1640                                                                    |                                                                         | 3992                                                                    |                                                                         | 4356                                                                    |                                                                         |                                                                         |                                                                         |
| Бейрут                                                                  | 648 314                                                                 | 87 244                                                                  | 1188                                                                    | 15 052                                                                  | 24 210                                                                  | 277                                                                     | 3823                                                                    | 3367                                                                    | 491                                                                     |                                                                         | 19                                                                      |                                                                         | 40723                                                                   | 164                                                                     |
| Болу                                                                    | 399 281                                                                 | 5146                                                                    | 2961                                                                    | 20                                                                      | 5                                                                       | 9                                                                       | 2                                                                       | 1                                                                       | 1                                                                       |                                                                         |                                                                         |                                                                         |                                                                         |                                                                         |
| Діярбакир                                                               | 492 101                                                                 | 1822                                                                    | 55 890                                                                  | 2085                                                                    | 113                                                                     | 9960                                                                    | 7376                                                                    |                                                                         | 37976                                                                   | 4133                                                                    | 5994                                                                    |                                                                         |                                                                         |                                                                         |
| Самсун                                                                  | 265 950                                                                 | 98 739                                                                  | 27 058                                                                  | 27                                                                      |                                                                         | 261                                                                     | 1257                                                                    |                                                                         |                                                                         |                                                                         | 10                                                                      |                                                                         |                                                                         |                                                                         |
| Сирія                                                                   | 791 582                                                                 | 60 978                                                                  | 413                                                                     | 10 140                                                                  | 27 662                                                                  | 247                                                                     | 1873                                                                    | 2991                                                                    | 3079                                                                    |                                                                         | 351                                                                     | 5577                                                                    | 6111                                                                    |                                                                         |
| Чаталджа                                                                | 20 048                                                                  | 36 797                                                                  | 842                                                                     | 1480                                                                    |                                                                         |                                                                         |                                                                         |                                                                         |                                                                         |                                                                         |                                                                         |                                                                         |                                                                         |                                                                         |
| Едірне                                                                  | 360 417                                                                 | 224 459                                                                 | 19 725                                                                  | 22 515                                                                  | 221                                                                     | 48                                                                      | 115                                                                     |                                                                         |                                                                         |                                                                         |                                                                         |                                                                         |                                                                         |                                                                         |
| Ерзурум                                                                 | 673 297                                                                 | 4859                                                                    | 125 657                                                                 | 10                                                                      | 5                                                                       | 8720                                                                    | 2241                                                                    | 1                                                                       | 88                                                                      |                                                                         | 13                                                                      |                                                                         |                                                                         |                                                                         |
| Ескішехір                                                               | 140 578                                                                 | 2613                                                                    | 8276                                                                    | 728                                                                     |                                                                         | 316                                                                     | 215                                                                     |                                                                         |                                                                         |                                                                         |                                                                         |                                                                         |                                                                         |                                                                         |
| Алеппо                                                                  | 576 320                                                                 | 13 772                                                                  | 35 104                                                                  | 12 193                                                                  | 8 182                                                                   | 5739                                                                    | 8643                                                                    | 1776                                                                    | 2956                                                                    |                                                                         | 365                                                                     | 309                                                                     |                                                                         |                                                                         |
| Бурса                                                                   | 474 114                                                                 | 74 927                                                                  | 58 921                                                                  | 4126                                                                    |                                                                         | 1278                                                                    | 992                                                                     |                                                                         |                                                                         |                                                                         |                                                                         |                                                                         |                                                                         |                                                                         |
| Ічил                                                                    | 102 034                                                                 | 2500                                                                    | 341                                                                     | 10                                                                      | 7                                                                       |                                                                         |                                                                         |                                                                         |                                                                         |                                                                         |                                                                         |                                                                         |                                                                         |                                                                         |
| Ізміт                                                                   | 226 859                                                                 | 40 048                                                                  | 55 403                                                                  | 428                                                                     |                                                                         | 449                                                                     | 1937                                                                    | 10                                                                      | 3                                                                       |                                                                         | 8                                                                       |                                                                         |                                                                         |                                                                         |
| Чанаккале                                                               | 149 903                                                                 | 8541                                                                    | 2474                                                                    | 3642                                                                    | 9                                                                       |                                                                         | 67                                                                      |                                                                         |                                                                         |                                                                         |                                                                         |                                                                         |                                                                         |                                                                         |
| Кастамону                                                               | 737 302                                                                 | 20 958                                                                  | 8959                                                                    | 8                                                                       |                                                                         |                                                                         |                                                                         |                                                                         |                                                                         |                                                                         |                                                                         |                                                                         |                                                                         |                                                                         |
| Афьонкарагісар                                                          | 277 659                                                                 | 632                                                                     | 7437                                                                    | 7                                                                       |                                                                         | 2                                                                       | 9                                                                       |                                                                         |                                                                         |                                                                         |                                                                         |                                                                         |                                                                         |                                                                         |
| Баликесір                                                               | 359 804                                                                 | 97 497                                                                  | 8544                                                                    | 362                                                                     |                                                                         | 109                                                                     | 51                                                                      | 2                                                                       |                                                                         |                                                                         |                                                                         |                                                                         |                                                                         |                                                                         |
| Кайсері                                                                 | 184 292                                                                 | 26 590                                                                  | 48 659                                                                  |                                                                         |                                                                         | 1515                                                                    | 2018                                                                    |                                                                         |                                                                         |                                                                         |                                                                         |                                                                         |                                                                         |                                                                         |
| Конья                                                                   | 750 712                                                                 | 25 071                                                                  | 12 971                                                                  | 4                                                                       | 79                                                                      |                                                                         | 254                                                                     | 1                                                                       |                                                                         |                                                                         | 4                                                                       |                                                                         |                                                                         |                                                                         |
| Стамбул                                                                 | 560 434                                                                 | 205 375                                                                 | 72 962                                                                  | 52 126                                                                  | 387                                                                     | 9918                                                                    | 1213                                                                    | 2905                                                                    | 562                                                                     |                                                                         | 476                                                                     |                                                                         |                                                                         |                                                                         |
| Мугла                                                                   | 188 916                                                                 | 19 923                                                                  | 12                                                                      | 1615                                                                    |                                                                         |                                                                         |                                                                         |                                                                         |                                                                         |                                                                         |                                                                         |                                                                         |                                                                         |                                                                         |
| Мамурет-уль-Азіз                                                        | 446 379                                                                 | 971                                                                     | 76 070                                                                  |                                                                         |                                                                         | 3751                                                                    | 8043                                                                    | 715                                                                     | 2234                                                                    |                                                                         | 8                                                                       |                                                                         |                                                                         |                                                                         |
| Єрусалим                                                                | 266 044                                                                 | 26 035                                                                  | 1310                                                                    | 21 259                                                                  | 1086                                                                    |                                                                         | 1733                                                                    | 9880                                                                    | 427                                                                     |                                                                         | 11                                                                      |                                                                         | 270                                                                     |                                                                         |
| Кютаг'я                                                                 | 303 348                                                                 | 8755                                                                    | 3910                                                                    |                                                                         |                                                                         | 638                                                                     |                                                                         |                                                                         |                                                                         |                                                                         |                                                                         |                                                                         |                                                                         |                                                                         |
| Кахраманмараш                                                           | 152 645                                                                 | 11                                                                      | 27 842                                                                  | 251                                                                     | 23                                                                      | 4480                                                                    | 6111                                                                    | 1189                                                                    |                                                                         |                                                                         |                                                                         |                                                                         |                                                                         |                                                                         |
| Нігде                                                                   | 227 100                                                                 | 58 312                                                                  | 4890                                                                    |                                                                         |                                                                         | 46                                                                      | 769                                                                     |                                                                         |                                                                         |                                                                         |                                                                         |                                                                         |                                                                         |                                                                         |
| Сівас                                                                   | 939 735                                                                 | 75 324                                                                  | 143 406                                                                 | 344                                                                     |                                                                         | 3693                                                                    | 4575                                                                    |                                                                         | 3                                                                       |                                                                         |                                                                         |                                                                         |                                                                         |                                                                         |
| Трабзон                                                                 | 921 128                                                                 | 161 574                                                                 | 37 549                                                                  | 8                                                                       |                                                                         | 1350                                                                    | 1338                                                                    |                                                                         |                                                                         |                                                                         |                                                                         |                                                                         |                                                                         |                                                                         |
| Шанлиурфа                                                               | 149 384                                                                 | 2                                                                       | 15 161                                                                  | 865                                                                     |                                                                         | 1557                                                                    | 1652                                                                    | 39                                                                      | 2328                                                                    |                                                                         |                                                                         |                                                                         |                                                                         |                                                                         |
| Ван                                                                     | 179 380                                                                 | 1                                                                       | 67 792                                                                  | 1383                                                                    |                                                                         |                                                                         |                                                                         |                                                                         |                                                                         |                                                                         | 1128                                                                    |                                                                         |                                                                         |                                                                         |
| Дайр-ез-Заур                                                            | 65 770                                                                  | 18                                                                      | 67                                                                      | 2                                                                       | 27                                                                      | 215                                                                     | 1                                                                       | 1                                                                       | 141                                                                     |                                                                         | 51                                                                      | 1                                                                       |                                                                         |                                                                         |
| ЗАГАЛОМ                                                                 | 15 044 846                                                              | 1 729 738                                                               | 1 161 169                                                               | 187 073                                                                 | 62 468                                                                  | 67 838                                                                  | 65 844                                                                  | 24 845                                                                  | 54 750                                                                  | 4133                                                                    | 13 211                                                                  | 6932                                                                    | 47 406                                                                  | 164                                                                     |

| Офіційні дані перепису 1914 року (загальна кількість чоловіків і жінок) (продовження) | Офіційні дані перепису 1914 року (загальна кількість чоловіків і жінок) (продовження) | Офіційні дані перепису 1914 року (загальна кількість чоловіків і жінок) (продовження) | Офіційні дані перепису 1914 року (загальна кількість чоловіків і жінок) (продовження) | Офіційні дані перепису 1914 року (загальна кількість чоловіків і жінок) (продовження) | Офіційні дані перепису 1914 року (загальна кількість чоловіків і жінок) (продовження) | Офіційні дані перепису 1914 року (загальна кількість чоловіків і жінок) (продовження) | Офіційні дані перепису 1914 року (загальна кількість чоловіків і жінок) (продовження) | Офіційні дані перепису 1914 року (загальна кількість чоловіків і жінок) (продовження) |
| Провінція                                                                             | Несторіани                                                                            | Єзиди                                                                                 | Цигани                                                                                | Друзи                                                                                 | Козаки                                                                                | Болгари                                                                               | Серби                                                                                 | Волохи                                                                                |
| ------------------------------------------------------------------------------------- | ------------------------------------------------------------------------------------- | ------------------------------------------------------------------------------------- | ------------------------------------------------------------------------------------- | ------------------------------------------------------------------------------------- | ------------------------------------------------------------------------------------- | ------------------------------------------------------------------------------------- | ------------------------------------------------------------------------------------- | ------------------------------------------------------------------------------------- |
| Адана                                                                                 |                                                                                       |                                                                                       |                                                                                       |                                                                                       |                                                                                       | 3339                                                                                  | 1                                                                                     |                                                                                       |
| Анкара                                                                                |                                                                                       |                                                                                       | 1301                                                                                  |                                                                                       |                                                                                       | 8                                                                                     |                                                                                       |                                                                                       |
| Анталія                                                                               |                                                                                       |                                                                                       | 621                                                                                   |                                                                                       |                                                                                       | 38                                                                                    |                                                                                       |                                                                                       |
| Айдин (Ізмір)                                                                         |                                                                                       |                                                                                       | 2796                                                                                  |                                                                                       |                                                                                       | 169                                                                                   |                                                                                       |                                                                                       |
| Бітліс                                                                                |                                                                                       |                                                                                       |                                                                                       |                                                                                       |                                                                                       |                                                                                       |                                                                                       |                                                                                       |
| Бейрут                                                                                |                                                                                       |                                                                                       |                                                                                       |                                                                                       |                                                                                       | 1                                                                                     |                                                                                       |                                                                                       |
| Болу                                                                                  |                                                                                       |                                                                                       | 1216                                                                                  |                                                                                       |                                                                                       | 6                                                                                     |                                                                                       |                                                                                       |
| Діярбакир                                                                             |                                                                                       | 2375                                                                                  |                                                                                       |                                                                                       |                                                                                       |                                                                                       |                                                                                       |                                                                                       |
| Самсун                                                                                |                                                                                       |                                                                                       |                                                                                       |                                                                                       |                                                                                       |                                                                                       |                                                                                       |                                                                                       |
| Сирія                                                                                 |                                                                                       |                                                                                       |                                                                                       | 7385                                                                                  |                                                                                       |                                                                                       |                                                                                       |                                                                                       |
| Чаталджа                                                                              |                                                                                       |                                                                                       | 251                                                                                   |                                                                                       |                                                                                       | 338                                                                                   |                                                                                       |                                                                                       |
| Едірне                                                                                |                                                                                       |                                                                                       | 1092                                                                                  |                                                                                       |                                                                                       | 2502                                                                                  |                                                                                       |                                                                                       |
| Ерзурум                                                                               |                                                                                       | 517                                                                                   | 24                                                                                    |                                                                                       |                                                                                       |                                                                                       |                                                                                       |                                                                                       |
| Ескішехір                                                                             |                                                                                       |                                                                                       |                                                                                       |                                                                                       |                                                                                       |                                                                                       |                                                                                       |                                                                                       |
| Алеппо                                                                                |                                                                                       | 316                                                                                   | 159                                                                                   |                                                                                       |                                                                                       | 1956                                                                                  |                                                                                       |                                                                                       |
| Бурса                                                                                 |                                                                                       |                                                                                       | 1869                                                                                  |                                                                                       |                                                                                       |                                                                                       |                                                                                       |                                                                                       |
| Ічил                                                                                  |                                                                                       |                                                                                       | 302                                                                                   |                                                                                       |                                                                                       |                                                                                       |                                                                                       |                                                                                       |
| Ізміт                                                                                 |                                                                                       |                                                                                       |                                                                                       |                                                                                       |                                                                                       | 8                                                                                     |                                                                                       |                                                                                       |
| Чанаккале                                                                             |                                                                                       |                                                                                       |                                                                                       |                                                                                       |                                                                                       | 1097                                                                                  |                                                                                       | 82                                                                                    |
| Кастамону                                                                             |                                                                                       |                                                                                       |                                                                                       |                                                                                       |                                                                                       |                                                                                       |                                                                                       |                                                                                       |
| Афьонкарагісар                                                                        |                                                                                       |                                                                                       | 74                                                                                    |                                                                                       |                                                                                       |                                                                                       |                                                                                       |                                                                                       |
| Баликесір                                                                             |                                                                                       |                                                                                       | 369                                                                                   |                                                                                       | 794                                                                                   | 5438                                                                                  |                                                                                       |                                                                                       |
| Кайсері                                                                               |                                                                                       |                                                                                       |                                                                                       |                                                                                       |                                                                                       |                                                                                       |                                                                                       |                                                                                       |
| Конья                                                                                 |                                                                                       |                                                                                       |                                                                                       |                                                                                       | 212                                                                                   |                                                                                       |                                                                                       |                                                                                       |
| Стамбул                                                                               |                                                                                       |                                                                                       | 280                                                                                   |                                                                                       |                                                                                       |                                                                                       |                                                                                       |                                                                                       |
| Мугла                                                                                 |                                                                                       |                                                                                       | 400                                                                                   |                                                                                       |                                                                                       |                                                                                       |                                                                                       |                                                                                       |
| Мамурет-уль-Азіз                                                                      |                                                                                       |                                                                                       | 56                                                                                    |                                                                                       |                                                                                       |                                                                                       |                                                                                       |                                                                                       |
| Єрусалим                                                                              |                                                                                       |                                                                                       | 113                                                                                   |                                                                                       |                                                                                       |                                                                                       |                                                                                       |                                                                                       |
| Кютаг'я                                                                               |                                                                                       |                                                                                       | 243                                                                                   |                                                                                       |                                                                                       |                                                                                       |                                                                                       |                                                                                       |
| Кахраманмараш                                                                         |                                                                                       |                                                                                       | 3                                                                                     |                                                                                       |                                                                                       |                                                                                       |                                                                                       |                                                                                       |
| Нігде                                                                                 |                                                                                       |                                                                                       |                                                                                       |                                                                                       |                                                                                       | 8                                                                                     |                                                                                       |                                                                                       |
| Сівас                                                                                 |                                                                                       | 20                                                                                    |                                                                                       |                                                                                       |                                                                                       |                                                                                       |                                                                                       |                                                                                       |
| Трабзон                                                                               |                                                                                       | 2363                                                                                  |                                                                                       |                                                                                       |                                                                                       |                                                                                       |                                                                                       |                                                                                       |
| Шанлиурфа                                                                             |                                                                                       |                                                                                       |                                                                                       |                                                                                       |                                                                                       |                                                                                       |                                                                                       |                                                                                       |
| Ван                                                                                   | 8091                                                                                  | 1366                                                                                  |                                                                                       |                                                                                       |                                                                                       |                                                                                       |                                                                                       |                                                                                       |
| Дайр-ез-Заур                                                                          |                                                                                       |                                                                                       |                                                                                       |                                                                                       |                                                                                       |                                                                                       |                                                                                       |                                                                                       |
| ЗАГАЛОМ                                                                               | 8091                                                                                  | 6957                                                                                  | 11169                                                                                 | 7385                                                                                  | 1006                                                                                  | 14 908                                                                                | 1                                                                                     | 82                                                                                    |

### Дунайський війтськийперепис 1866 р
У 1865 році в провінції (без урахування Нишського санджаку) проживало 658 600 (40,51%) мусульман і 967 058 (59,49%) немусульман, включаючи жінок. У 1859–1860 роках, окрім іммігрантів, чисельність мусульман становила 569 868 (34,68%), а немусульман — 1 073 496 (65,32%).  Половина мусульман були біженцями внаслідок обміну населенням між християнами і мусульманами з Росією. До створення Дунайського вілаєту, приблизно 250 000–300 000 мусульманських іммігрантів із Криму та Кавказу були поселені в цьому регіоні з 1855 по 1864 рік. Ще 200–300 тисяч чоловіків і жінок, біженців-черкесів та кримських татар, які оселилися в 1862–1878 роках, були частково виключені з перепису 1866 року.
Чоловіче населення податного населення Дунайського вілаєту:
| Перепис 1866 р. | Перепис 1866 р. | Перепис 1866 р.  | Перепис 1866 р.  |
| Санджак         | ЗАГАЛОМ         | мусульманський   | Немусульманин    |
| --------------- | --------------- | ---------------- | ---------------- |
| Русчук          | 234 526         | 138 692 (33,63%) | 95 834 (15.69%)  |
| Варна           | 79 458          | 58 689 (14.23%)  | 20 769 (3.40%)   |
| Видин           | 149 905         | 25 338 (6.14%)   | 124 567 (20.39%) |
| Софія           | 171 505         | 24 410 (5.92%)   | 147 095 (24.08%) |
| Тирнова         | 175 918         | 71 645 (17.37%)  | 104 273 (17.07%) |
| Тульча          | 57 062          | 39 133 (9,49%)   | 17 929 (2.93%)   |
| Ниш             | 154 935         | 54 510 (13.22%)  | 100 425 (16.44%) |
| ЗАГАЛОМ         | 1 023 309       | 412 417 (40,3%)  | 610 892 (59,7%)  |

Відсоток громад у містах від чоловічого населення в 1866 році згідно з Османським тезкере: 
| Місто   | Болгари | Мусульмани | Роми | Вірмени | Євреї |
| ------- | ------- | ---------- | ---- | ------- | ----- |
| Видин   | 34      | 52         | 6    |         | 8     |
| Софія   | 38      | 39         | 4    |         | 20    |
| Лом     | 58      | 35         | 3    |         | 5     |
| Дупниця | 38      | 46         | 5    |         | 11    |
| Плевне  | 47      | 45         | 5    |         | 2     |
| Русчук  | 38      | 52         | 2    | 4       | 5     |
| Şumnu   | 40      | 51         | 1    | 5       | 2     |
| Варна   | 49      | 40         | 1    | 8       | 2     |
| Сілістр | 30      | 62         | 2    | 4       | 1     |

У 1873 році в містах проживало 17,96% населення губернії.

### Дунайський війтськийперепис 1874 р
Згідно з переписом 1874 року, у Дунайській провінції (без урахування Нишського санджаку) проживало 963 596 (42,22%) мусульман і 1 318 506 (57,78%) немусульман. Разом із Нишським санджаком населення становило 1 055 650 (40,68%) мусульман і 1 539 278 (59,32%) немусульман у 1874 році. Мусульмани становили більшість у санджаках Русе, Варна та Тулча, тоді як немусульмани переважали в інших санджаках. 

### ПереписСхідної Румелії
Перепис населення в Східній Румелії 1878 р.:
| Громада (перепис 1878 р.) | Населення | Відсоток |
| ------------------------- | --------- | -------- |
| Болгари                   | 571 231   | 70,22%   |
| Мусульмани                | 174 759   | 21,48%   |
| Греки                     | 42 516    | 5,23%    |
| Роми (цигани)             | 19 524    | 2,40%    |
| Євреї                     | 4 177     | 0,51%    |
| Вірмени                   | 1 306     | 0,16     |
| ЗАГАЛОМ                   | 813 513   | 100%     |

Перепис Східної Румелії 1880 р.: 
| Етнічна приналежність (перепис 1880 р.) | Населення | Відсоток |
| --------------------------------------- | --------- | -------- |
| Болгари                                 | 590 000   | 72,3%    |
| Турки                                   | 158 000   | 19,4%    |
| Роми (цигани)                           | 19 500    | 2,4%     |
| інші                                    | 48 000    | 5,9%     |
| ЗАГАЛОМ                                 | 815 500   | 100%     |

Етнічний склад населення Східної Румелії, згідно з губернським переписом 1884 року, був таким: 
| Етнічна приналежність (перепис 1884 р.) | Населення | Відсоток |
| --------------------------------------- | --------- | -------- |
| Болгари                                 | 681 734   | 70,0%    |
| Турки                                   | 200 489   | 20,6%    |
| Греки                                   | 53 028    | 5,4%     |
| Роми (цигани)                           | 27 190    | 2,8%     |
| Євреї                                   | 6982      | 0,7%     |
| Вірмени                                 | 1865      | 0,2%     |
| ЗАГАЛОМ                                 | 971 288   | 100%     |

Населення Східної Румелії за переписом 1880 р.: 
| Каза         | Болгари         | Турки           | Греки          | Роми          | Євреї        | Вірмени     |
| ------------ | --------------- | --------------- | -------------- | ------------- | ------------ | ----------- |
| Пловдив      | 127 619 (22,9%) | 36 848 (21%)    | 14 265 (33,8%) | 4736 (24,2%)  | 1185 (28,3%) | 806 (61,7%) |
| Хасково      | 74 656 (13,4%)  | 55 334 (31,6%)  | 1138 (2,7%)    | 2116 (10,8%)  | 246 (5,8%)   |             |
| Стара Загора | 124 666 (22,4%) | 27 115 (15,5%)  | 35 (0%)        | 2811 (14,3%)  | 431 (10,3%)  |             |
| Слівен       | 96 425 (17,33%) | 12 463 (7,1%)   | 14 184 (33,6%) | 3685 (18,8%)  | 845 (20,2%)  | 276 (21,1%) |
| Пазарджик    | 94 873 (17%)    | 14 898 (8,5%)   | 676 (1,6%)     | 3487 (17,8%)  | 1112 (26,6%) | 152 (11,6%) |
| Бургас       | 36 997 (6,6%)   | 28 091 (16%)    | 11 798 (28%)   | 2686 (13,7%)  | 358 (8,5%)   | 71 (5,4%)   |
| ЗАГАЛОМ      | 555 236 (69,6%) | 174 699 (21,9%) | 42 096 (5,2%)  | 19 521 (2,4%) | 4177 (0,5%)  | 1305 (0,1%) |
| ЗАГАЛОМ      | 797 034         | 797 034         | 797 034        | 797 034       | 797 034      | 797 034     |

### Перепис 1903–1904 рр.Салонікського вілаєту
Населення Салоніцького вілаєту: 
| Санджак  | Мусульмани | Греки     | Болгари   | Волохи    | Євреї     |
| -------- | ---------- | --------- | --------- | --------- | --------- |
| Салоніки | 220 000    | 190 000   | 85 000    | 15 000    | 48 000    |
| Серрес   | 145 000    | 78 000    | 130 000   | 4 000     | 2 000     |
| Драма    | 119 000    | 22 000    | 4 000     |           | 1 000     |
| ЗАГАЛОМ  | 484 000    | 290 000   | 219 000   | 19 000    | 51 000    |
| ЗАГАЛОМ  | 1 063 000  | 1 063 000 | 1 063 000 | 1 063 000 | 1 063 000 |

## Етнорелігійні оцінки та зареєстроване населення

### Еялети
Мусульманське населення в еялеті Сілістра було найчисленнішим (55,17%), тоді як у субпровінціях Видин та Ниш немусульманське населення становило відповідно 75,59% та 81,18%. Населення еялетів (Сілістра, Відін і Ниш), що утворили Дунайський вілаєт, згідно зі звітом британського консула Едварда Ніла 1858 року: 
| Спільнота              | Населення        |
| ---------------------- | ---------------- |
| Болгарська православна | 910 735 (65%)    |
| Мусульмане             | 430 485 (31%)    |
| Волохи                 | 25 000 (2%)      |
| Греки                  | 10 100 (1%)      |
| Євреї                  | 5000 (0%)        |
| інші                   | 9535 (1%)        |
| ЗАГАЛОМ                | 1 390 855 (100%) |

### Дунайський вілаєт
Дунайська провінція була заснована в 1864 році і складалася з підпровінцій Русе, Варна, Тулча, Тирново, Видин, Софія та Ниш. Дві підпровінції (Софія та Ниш) були відокремлені від Дунайської провінції: Нишський санджак став частиною Прізренського вілаєту в 1869–1874 роках, тоді як відокремлена Софійська провінція була заснована в 1876 році. Нарешті, в 1877 році Софія та Ниш були приєднані до Адріанопольського та Косовського вілаєтів відповідно. 

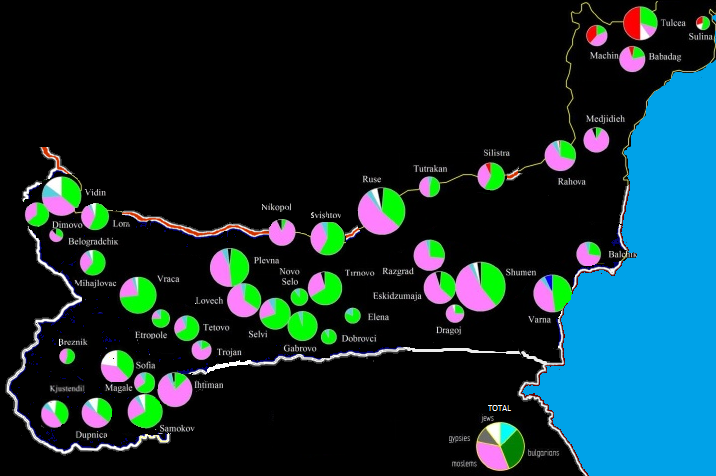
Розподіл населення міст Дунайського вілаєту в 1876 р. за Aubaret (крім Niş sancak)

Загальна чисельність населення провінції до Російсько-турецької війни 1877–1878 років становила близько 2,6 мільйонів осіб, з яких 1 мільйон (40%) були мусульманами та 1,5 мільйона (60%) немусульманами. Основними національними групами були болгари та турки. У провінцію були переселені нові великі громади черкесів і татар серед 250 000–300 000 мусульманських біженців із Криму та Кавказу з 1855 по 1864 рік; однак після війни 1877–1878 років як мусульманське, так і турецьке населення скоротилося майже на половину, залишивши лише 63 черкеських родини, зафіксованих у Болгарії до 1880 року. 
Чисельність чоловічого населення Дунайського вілаєту (без урахування Нишського санджаку) в 1865 році, згідно з даними Kuyûd-ı Atîk (Друкарня Дунайського вілаєту): 
| Спільнота            | Рушуцький санджак | Видинский санджак | Варнский санджак | Тирновський санджак | Тулчанський санджак | Софійский санджак | Дунайський санджак |
| -------------------- | ----------------- | ----------------- | ---------------- | ------------------- | ------------------- | ----------------- | ------------------ |
| Болгарський міллет   | 85 268 (38%)      | 93 613 (80%)      | 9553 (18%)       | 113 213 (59%)       | 12 961 (22%)        | 142 410 (86%)     | 457 018 (56%)      |
| Міллет ісламу        | 138 017 (61%)     | 14 835 (13%)      | 38 230 (74%)     | 77 539 (40%)        | 38 479 (65%)        | 20 612 (12%)      | 327 712 (40%)      |
| міллет Уллах         | 0 (0%)            | 7446 (6%)         | 0 (0%)           | 0 (0%)              | 0 (0%)              | 0 (0%)            | 7446 (1%)          |
| Вірменський міллет   | 926 (0%)          | 0 (0%)            | 368 (1%)         | 0 (0%)              | 5720 (10%)          | 0 (0%)            | 7014 (1%)          |
| Рум міллет           | 0 (0%)            | 0 (0%)            | 2,639 (5%)       | 0 (0%)              | 2215 (4%)           | 0 (0%)            | 4908 (1%)          |
| Єврейський міллет    | 1 101 (0%)        | 630 (1%)          | 14 (0%)          | 0 (0%)              | 1 (0%)              | 1790 (1%)         | 3536 (0%)          |
| мусульманські роми   | 312 (0%)          | 245 (0%)          | 118 (0%)         | 128 (0%)            | 19 (0%)             | 766 (0%)          | 1588 (0%)          |
| немусульманські роми | 145 (0%)          | 130 (0%)          | 999 (2%)         | 1455 (1%)           | 92 (0%)             | 786 (0%)          | 3607 (0%)          |
| ЗАГАЛОМ              | 225 769 (100%)    | 116 899 (100%)    | 51 975 (100%)    | 192 335 (100%)      | 59 487 (100%)       | 166 364 (100%)    | 812 829 (100%)     |

Чоловіче населення Дунайського вілаєту (без урахування Нишського санджаку) в 1866–1873 роках, згідно з редактором Дунайської газети Ісмаїлом Кемалем:
| Спільнота                 | Населення        |
| ------------------------- | ---------------- |
| МУСУЛЬМАНИ                | 481 798 (42%)    |
| - Утверджені мусульмани   | 392 369 (34%)    |
| - мусульманські поселенці | 64 398 (6%)      |
| - мусульманські роми      | 25 031 (2%)      |
| ХРИСТИЯНИ                 | 646 215 (57%)    |
| - Болгари                 | 592 573 (52%)    |
| - Греки                   | 7655 (1%)        |
| - вірмени                 | 2128 (0%)        |
| - Католики                | 3556 (0%)        |
| - інші християни          | 40 303 (4%)      |
| ЄВРЕЇ                     | 5375 (0%)        |
| Роми-НЕМУСУЛЬМАНИ         | 7663 (1%)        |
| ЗАГАЛОМ                   | 1 141 051 (100%) |

Чоловіче населення Дунайського вілаєту (без урахування Нишського санджаку) в 1868 році, згідно з Кемалом Карпатом: 
| Спільнота            | Населення        |
| -------------------- | ---------------- |
| Християнські болгари | 490 467 (57.68%) |
| Мусульмани           | 359 907 (42.32%) |
| ЗАГАЛОМ              | 850 374 (100%)   |

Чоловіче населення Дунайського вілаєту (без санджаку Ниш ) у 1875 році, згідно з Тахрір-і Седід (друкарня Дунайського вілаєту): 
| Спільнота             | Рушуцький санджак | Видинский санджак | Варнский санджак | Тирновський санджак | Тулчанський санджак | Софійский санджак | Дунайський санджак |
| --------------------- | ----------------- | ----------------- | ---------------- | ------------------- | ------------------- | ----------------- | ------------------ |
| Болгарський міллет    | 114 792 (37%)     | 131 279 (73%)     | 21 261 (25%)     | 148 713 (60%)       | 10 553 (12%)        | 179 202 (84%)     | 605 800 (54%)      |
| Міллет ісламу         | 164 455 (53%)     | 20 492 (11%)      | 52 742 (61%)     | 88 445 (36%)        | 53 059 (61%)        | 27 001 (13%)      | 406 194 (36%)      |
| Вірменський міллет    | 991 (0%)          | 0 (0%)            | 808 (1%)         | 0 (0%)              | 3 885 (4%)          | 0 (0%)            | 5684 (1%)          |
| Рум міллет            | 0 (0%)            | 0 (0%)            | 3421 (4%)        | 494 (0%)            | 217 (0%)            | 0 (0%)            | 4132 (0%)          |
| Єврейський міллет     | 1102 (0%)         | 1009 (1%)         | 110 (0%)         | 0 (0%)              | 780 (1%)            | 2374 (1%)         | 5375 (0%)          |
| Черкеси, Мухаджири    | 16 588 (5%)       | 6522 (4%)         | 4307 (5%)        | 0 (0%)              | 2954 (3%)           | 202 (0%)          | 30 573 (3%)        |
| мусульманські роми    | 9579 (3%)         | 2783 (2%)         | 2825 (3%)        | 6545 (3%)           | 139 (0%)            | 2964 (1%)         | 24 835 (2%)        |
| немусульманські роми  | 1790 (1%)         | 2048 (1%)         | 331 (0%)         | 1697 (1%)           | 356 (0%)            | 1437 (1%)         | 7659 (1%)          |
| Волохи, католики, ін. | 500 (0%)          | 14 690 (8%)       | 0 (0%)           | 0 (0%)              | 15 512 (18%)        | 0 (0%)            | 30 702 (3%)        |
| ЗАГАЛОМ               | 309 797 (100%)    | 178 823 (100%)    | 85 805 (100%)    | 245 894 (100%)      | 87 455 (100%)       | 213 180 (100%)    | 1 120 954 (100%)   |

Чоловіче населення Дунайського вілаєту в 1876 році, за даними османського офіцера Станісласа Сен-Клера:
| Спільнота                | Населення        |
| ------------------------ | ---------------- |
| Мусульманські турки      | 457 018 (36%)    |
| Інші мусульмани          | 104 639 (8%)     |
| Християнські Болгари     | 639 813 (50%)    |
| Християнські Вірмени     | 2128 (0%)        |
| Волохи і греки-християни | 56 647 (4%)      |
| Роми                     | 8220 (1%)        |
| Євреї                    | 5847 (0%)        |
| ЗАГАЛОМ                  | 1 274 282 (100%) |

Загальна кількість населення Дунайського вілаєту (включаючи санджаки Ниш і Софія ), згідно з виданням Британської енциклопедії 1876 року: 
| Спільнота                    | Населення        |
| ---------------------------- | ---------------- |
| Болгари                      | 1 500 000 (63%)  |
| Турки                        | 500 000 (21%)    |
| Татари                       | 100 000 (4%)     |
| Черкеси                      | 90 000 (4%)      |
| Албанці                      | 70 000 (3%)      |
| Румуни                       | 40 000 (2%)      |
| Роми                         | 25 000 (1%)      |
| Росіяни                      | 10 000 (0%)      |
| Вірмени                      | 10 000 (0%)      |
| Євреї                        | 10 000 (0%)      |
| Греки                        | 8000 (0%)        |
| Серби                        | 5000 (0%)        |
| Німці, італійці, араби та ін | 1000 (0%)        |
| ЗАГАЛОМ                      | 2 369 000 (100%) |

Загальна чисельність населення Дунайського вілаєту (за винятком Нишського санджаку) у 1876 році, оцінена французьким консулом Обаре з реєстру:  
| Спільнота             | Населення        |
| --------------------- | ---------------- |
| МУСУЛЬМАНИ            | 1 120 000 (48%)  |
| в т.ч. турки          | 774 000 (33%)    |
| в т.ч. черкеси        | 200 000 (8%)     |
| в т.ч. татари         | 110 000 (5%)     |
| в т.ч. роми           | 35 000 (1%)      |
| НЕМУСУЛЬМАНИ          | 1 233 500 (52%)  |
| в т.ч. болгари        | 1 130 000 (48%)  |
| в т.ч. роми           | 12 000 (1%)      |
| в т.ч. греки          | 12 000 (1%)      |
| в т.ч. євреї          | 12 000 (1%)      |
| в т.ч. вірмени        | 2500 (0%)        |
| в т.ч. Волохи та інші | 65 000 (3%)      |
| ЗАГАЛОМ               | 2 353 000 (100%) |

Загальна кількість населення двох переважно турецьких санджаків Дунайського вілаєту в 1876 році, за даними французького консула Обаре: 
| Спільнота | Варненський санджак | Рушуцький санджак |
| --------- | ------------------- | ----------------- |
| турки     | 92 800 (68%)        | 388 000 (57%)     |
| болгари   | 32 200 (24%)        | 229 500 (34%)     |
| черкеси   |                     | 33 000 (5%)       |
| Роми      | 2900 (2%)           | 23 500 (3%)       |
| греки     | 6842 (5%)           |                   |
| євреї     |                     | 2200 (0%)         |
| вірмени   |                     | 2000 (0%)         |
| Волохи    |                     | 1000 (0%)         |
| ЗАГАЛОМ   | 136,000 (100%)      | 680,000 (100%)    |

### Адріанопольський вілаєт
Загальна кількість населення Адріанопольського вілаєту в 1878 році за даними турецького автора Кемаля Карпата: 
| Спільнота      | Оцінка           |
| -------------- | ---------------- |
| болгари        | 40% (526 691)    |
| Інші християни | 22% (283 603)    |
| мусульмани     | 39% (503 058)    |
| ЗАГАЛОМ        | 100% (1 304 352) |

Чоловіче населення Філібе- Санкака Адріанопольського вілаєту в 1876 році за британським Р. Дж. Муром: 
| Каза                  | Турки         | Мусульманські Роми | Християнські Роми | Болгари       | Греки      | Вірмени  | Евреї      | ЗАГАЛОМ        |  |
| --------------------- | ------------- | ------------------ | ----------------- | ------------- | ---------- | -------- | ---------- | -------------- |  |
| Філібійський каза     | 28% (35 ,400) | 4% (5474)          | 0% (495)          | 63% (80 107)  | 3% (3700)  | 0% (380) | 1% (691)   | 100% (126 247) |  |
| Татар- Пазарджик каза | 23% (10 805)  | 4% (2120)          | 1% (579)          | 70% (33 395)  | 1% (300)   | 0% (94)  | 1% (344)   | 100% (47 637)  |  |
| Хасково каза          | 55% (33 323)  | 3% (1548)          | 0% (145)          | 42% (25 503)  | 0% (0)     | 0% (3)   | 0% (65)    | 100% (60 587)  |  |
| Загора каза           | 20% (6 677)   | 3% (989)           | 0% (70)           | 75% (24 857)  | 0% (0)     | 0% (0)   | 2% (740)   | 100% (33 333)  |  |
| Казанлак каза         | 46% (14 365)  | 4% (1384)          | 0% (24)           | 48% (14 906)  | 0% (0)     | 0% (0)   | 1% (219)   | 100% (30 898)  |  |
| Чирпан каза           | 24% (5157)    | 2% (420)           | 0% (88)           | 74% (15 959)  | 0% (0)     | 0% (0)   | 0% (0)     | 100% (21 624)  |  |
| Султан-Джері каза     | 97% (13 336)  | 1% (159)           | 0% (0)            | 2% (262)      | 0% (0)     | 0% (0)   | 0% (0)     | 100% (13 757)  |  |
| Акчелебі каза         | 59% (8197)    | 3% (377)           | 0% (0)            | 38% (5 346)   | 0% (0)     | 0% (0)   | 0% (0)     | 100% (13 920)  |  |
| ЗАГАЛОМ               | 37% (127 260) | 4% (12 471)        | 0% (1401)         | 58% (200 335) | 1% (4,000) | 0% (477) | 1% (2,059) | 100% (348 000) |  |

Чоловіче населення санджаку Ісліміє Адріанопольського вілаєту в 1873 році згідно з османськими альманахами: 
| Спільнота    | Населення     |
| ------------ | ------------- |
| мусульмани   | 37 200 (47%)  |
| Немусульмани | 46 961 (53%)  |
| ЗАГАЛОМ      | 100% (84 161) |

Чоловіче населення санджаку Ісліміє Адріанопольського вілаєту в 1875 році за британським Р. Дж. Муром:
| Спільнота    | Населення      |
| ------------ | -------------- |
| мусульмани   | 42% (44 747)   |
| Немусульмани | 58% (60 854)   |
| ЗАГАЛОМ      | 100% (105,601) |

Загальна кількість населення санджаку Ґюмюльчіне Адріанопольського вілаєту в 19 столітті:
| Санджак   | Мусульмани      | Християнські болгари | Греки-християни |
| --------- | --------------- | -------------------- | --------------- |
| Гюмюльцин | 206 914 (85,2%) | 20 671 (8,5%)        | 15 241 (6,2%)   |
| ЗАГАЛОМ   | 242 826         | 242 826              | 242 826         |

### Східна Румелія
Загальна кількість населення пізнішої Східної Румелії до та після російсько-турецької війни 1877-78 рр. (Драммонс-Вольф до Солсбері, 26 вересня 1878) після вимушеної міграції:
| Спільнота             | 1875           | 1878           | 1879     |
| --------------------- | -------------- | -------------- | -------- |
| Мусульмани-турки      | 29% (220 000)  | 16% (90 000)   | +100 000 |
| Мусульмани-помаки     | 3% (25 000)    | 4% (25 000)    |          |
| Мусульмани-татари     | 1% (10 000)    | 1% (8000)      |          |
| Мусульмани-черкеси    | 1% (10 000)    | 0% (0)         |          |
| Мусульмани-роми       | 3% (25 000)    | 3% (16 000)    |          |
| Євреї                 | 1% (9000)      | 1% (8 000)     |          |
| Болгарські католики   | 1% (9000)      | 2% (9 000)     |          |
| Болгарські екзархісти | 53% (400 000)  | 66% (380 000)  |          |
| Грекофільські болгари | 5% (35 000)    | 5% (30 000)    |          |
| Греки                 | 5% (35 000)    | 5% (30 000)    |          |
| греко-влахи           | 0% (2000)      | 0% (2000)      |          |
| Греко-албанці         | 0% (2000)      | 0% (2000)      |          |
| Вірмени               | 0% (2000)      | 0% (2000)      |          |
| ЗАГАЛОМ               | 100% (760 000) | 100% (580 000) |          |

### Константинопольський вілаєт
Населення Стамбула в 1885 році згідно зі Стенфордом Шоу (чоловіки:жінки): 
| Спільнота           | Народжений(а) в країні | народжений(а) за межами країни |
| ------------------- | ---------------------- | ------------------------------ |
| Мусульмане          | 143 586 (Ч:Ж 1:2)      | 241 324 (Ч:Ж 2:1)              |
| Греки               | 68 764                 | 83 977                         |
| Православні вірмени | 78 679                 | 70 991                         |
| Болгари             | 46                     | 4331                           |
| Католики            | 3722                   | 2720                           |
| Євреї               | 42 363                 | 1998                           |
| Протестанти         | 225                    | 594                            |
| Латини              | 609                    | 473                            |
| ЗАГАЛОМ             | 333 994                | 406 328                        |
| ЗАГАЛОМ             | 740 322                | 740 322                        |

### Салоніцький вілаєт
Чоловіче населення деяких санджаків у 1880 році за даними Ерла Гранвіля: 
| Санджак  | Мусульмани             | Греки                  | Патріархальні болгари           | Болгари екзархисти     | Волохи                 | Євреї                  |
| -------- | ---------------------- | ---------------------- | ------------------------------- | ---------------------- | ---------------------- | ---------------------- |
| Сіроз    | 54 436                 | 31 820                 | 28 053                          | 15 335                 | 2859                   | 988                    |
| Салоніки | 25 669                 | 61 434                 | 13 099-15 000                   | 15 975                 | 4462                   | 25 473                 |
| ЗАГАЛОМ  | 80 105 (28,46-28,61%)  | 93 254 (33,13-33,35%)  | 41 152( 14,72%)-43 053 (15,29%) | 31 310 (11,12-11,20%)  | 7321 (2,60-2,62%)      | 26 461 (9,40-9,46%)    |
| ЗАГАЛОМ  | 279 603-281 504 (100%) | 279 603-281 504 (100%) | 279 603-281 504 (100%)          | 279 603-281 504 (100%) | 279 603-281 504 (100%) | 279 603-281 504 (100%) |

Чоловіче населення деяких санджаків у 1878 р. за болгарським Кусєвим і Груєвим: 
| Санджак  | Мусульмани      | Болгари         | Греки           | Волохи          | Роми            | Помаки          |
| -------- | --------------- | --------------- | --------------- | --------------- | --------------- | --------------- |
| Сіроз    | 19 344          | 70 895          | 117 226         | 1812            | 1170            | 13 873          |
| Салоніки | 9441            | 96 000          | 113 279         |                 | 1751            | 2862-8697       |
| ЗАГАЛОМ  | 28 785          | 166 895         | 230 505         | 1812            | 2921            | 16 735-22 570   |
| ЗАГАЛОМ  | 447 653-453 488 | 447 653-453 488 | 447 653-453 488 | 447 653-453 488 | 447 653-453 488 | 447 653-453 488 |

Загальна чисельність деяких санджаків у 1881 році за даними італійських гондросів: 
| Санджак | Турки   | Греки   | Болгари | Євреї   | Волохи  |
| ------- | ------- | ------- | ------- | ------- | ------- |
| Сіроз   | 91 700  | 66 500  | 54 580  | 1520    | 4150    |
| ЗАГАЛОМ | 218 450 | 218 450 | 218 450 | 218 450 | 218 450 |

Загальна кількість населення деяких санджаків за даними віце-консула Станісласа Реккіолі в 1878 році:
| Санджак | Мусульмани | в т.ч. турки | Християни |
| ------- | ---------- | ------------ | --------- |
| Драма   | 270 998    | 249 165      | 413 549   |
| ЗАГАЛОМ | 933 712    | 933 712      | 933 712   |

### Всього
Загальна чисельність населення, згідно з Абдолонімом Убічіні, який базував статистику на османському перепису 1844 року:
| Спільнота                       | в Європі          | в Азії            | в Африці         |
| ------------------------------- | ----------------- | ----------------- | ---------------- |
| Турки                           | 2 100 000 (14%)   | 10 700 000 (67%)  |                  |
| Греки                           | 1 000 000 (6%)    | 1 000 000 (6%)    |                  |
| Вірмени                         | 400 000 (3%)      | 2 000 000 (12%)   |                  |
| Євреї                           | 70 000 (0%)       | 80 000 (0%)       |                  |
| Слов'яни                        | 6 200 000 (40%)   |                   |                  |
| Румуни                          | 4 000 000 (26%)   |                   |                  |
| Албанці                         | 1 500 000 (10%)   |                   |                  |
| Татари                          | 16 000 (0%)       | 20 000 (0%)       |                  |
| Араби                           |                   | 900 000 (6%)      | 3 800 000 (100%) |
| Ассирійці й халдейські католики |                   | 235 000 (1%)      |                  |
| Друзи                           |                   | 30 000 (0%)       |                  |
| Курди                           |                   | 1 000 000 (6%)    |                  |
| Туркмени                        |                   | 85 000 (1%)       |                  |
| Роми                            | 214 000 (1%)      |                   |                  |
| Мусульмани                      | 4 550 000 (29%)   | 12 650 000 (79%)  | 3 800 000 (100%) |
| Християни                       | 10 640 000 (69%)  | 3 260 000 (20%)   |                  |
| Євреї                           | 70 000 (0%)       | 80 000 (0%)       |                  |
| ЗАГАЛОМ                         | 15 500 000 (100%) | 16 050 000 (100%) | 3 800 000 (100%) |

Загальна чисельність населення, за оцінкою  The New Armenia 1912 року, до Балканських війн:

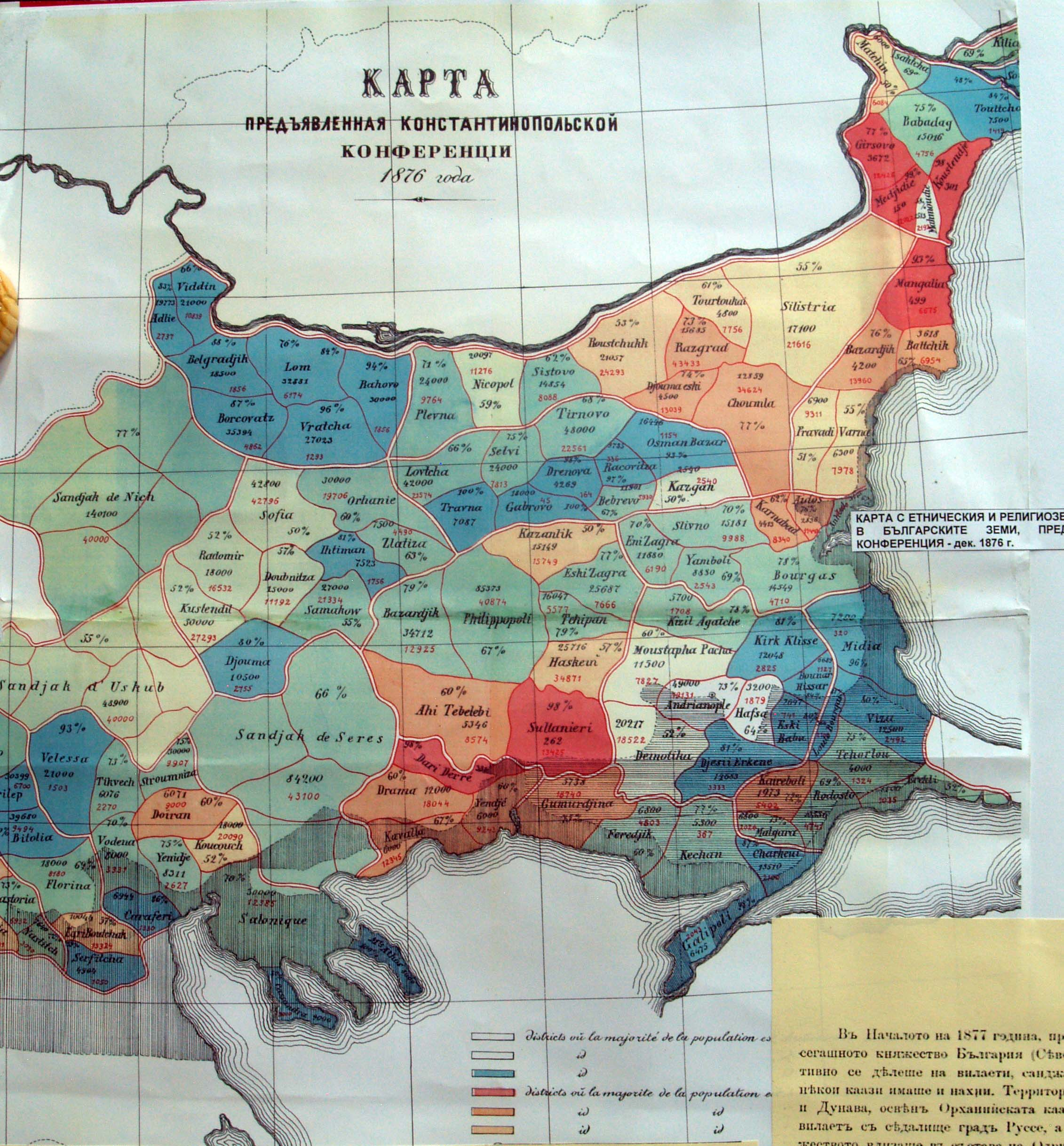
Карта 1876 року російського дипломата Теплова про мусульманське та християнське населення в деяких казах, що стосуються Константинопольської конференції.

| Спільнота             | Оцінка            |
| --------------------- | ----------------- |
| Тюрки                 | 4 000 000 (13%)   |
| Християнські тюрки    | 300 000 (1%)      |
| Курди                 | 2 000 000 (6%)    |
| Лази                  | 200 000 (1%)      |
| Черкеси               | 1 000 000 (3%)    |
| Чеченці               | 200 000 (1%)      |
| Абазини               | 100 000 (0%)      |
| Карапапахи            | 200 000 (1%)      |
| Грузини               | 100 000 (0%)      |
| мусульмани-албанці    | 2 500 000 (8%)    |
| християни-албанці     | 500 000 (2%)      |
| Араби                 | 13 000 000 (41%)  |
| Роми                  | 200 000 (1%)      |
| Греки                 | 3 000 000 (9%)    |
| Вірмени               | 2 000 000 (6%)    |
| Болгари               | 1 000 000 (3%)    |
| Волохи                | 200 000 (1%)      |
| Серби                 | 200 000 (1%)      |
| інші Європейці        | 100 000 (0%)      |
| Євреї                 | 400 000 (1%)      |
| Алевіти               | 1 000 000 (3%)    |
| Фелахи, Тахтаджі, ін. | 100 000 (0%)      |
| Єзиди                 | 100 000 (0%)      |
| ЗАГАЛОМ               | 32 000 000 (100%) |

| Спільнота                  | Оцінка            |
| -------------------------- | ----------------- |
| Хіджазькі Араби та Йеменци | 5 000 000 (16%)   |
| Месопотамські араби        | 3 000 000 (9%)    |
| Триполітанські араби       | 1 500 000 (5%)    |
| Друзи                      | 100 000 (0%)      |
| Сирійці                    | 2 000 000 (6%)    |
| Християнські сирійці       | 1 000 000 (3%)    |
| ЗАГАЛОМ                    | 13 000 000 (100%) |

#### Європейська частина
За оцінками з приблизно вісімнадцяти джерел, мусульмани складали близько 35% від загальної чисельності населення Балканів у першій половині XIX століття, тоді як у другій половині століття їх частка зросла до 43%. Згідно з тридцятьма трьома джерелами, частка турків у європейських провінціях Османської імперії в XIX столітті коливалася від 11% до 24%; греків — від 9% до 16%; болгар — від 24% до 39%. Турки складали дві третини мусульман у Дунайському вілаєті, а також більшість мусульман у Адріанопольському та Салонікському вілаєтах. У більш західних вілаєтах мусульмани були більшістю, до складу якої зазвичай входили слов'яни та албанці. У Йоаннінському вілаєті домінували православні християни, більшість з яких за етнічним походженням були албанцями, згідно з османськими чиновниками, і вони становили три чверті від усіх мусульман. У 1867 році Салахаддін-бей оцінив кількість черкеських новоприбулих у 595 000 осіб та 400 000 вірмен у європейській частині Османської імперії. Практично всі черкеси почали мігрувати до Анатолії після російських військових наступів в останній чверті XIX століття.

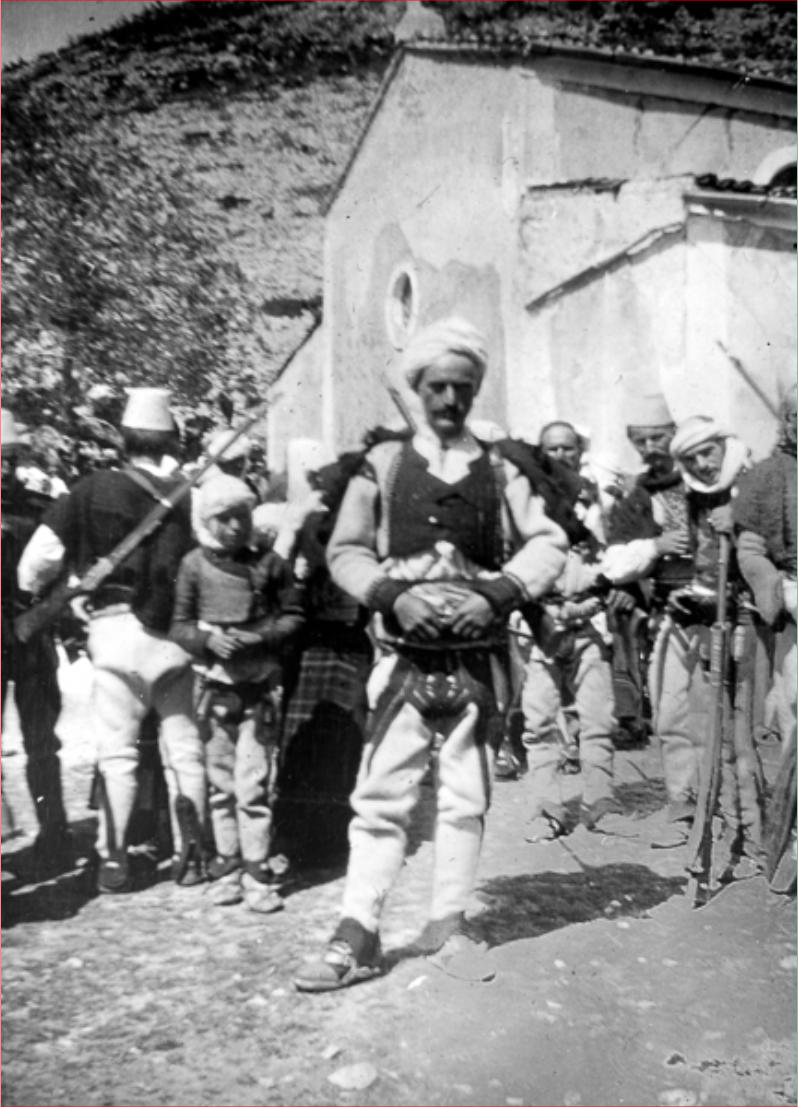
Чоловіки албанського племені на святі Святого Миколая в Бжеті на території Шкрелі, 1908 рік.

Загальна чисельність населення європейської частини Османської імперії в 1831 році, за даними Девіда Уркгарта:
| Спільнота                            | Оцінка            |
| ------------------------------------ | ----------------- |
| Мусульмани-турки                     | 700 000 (7%)      |
| Мусульмани-албанці                   | 1 066 000 (10%)   |
| Мусульмани-босняки, тулемани, помаки | 2 000 000 (19%)   |
| Християни-греки (за винятком Греції) | 1 180 000 (11%)   |
| Християнські слов'яни                | 4 000 000 (37%)   |
| Християни-албанці                    | 530 000 (5%)      |
| Християни-волохи                     | 600 000 (6%)      |
| Євреї, вірмени тощо                  | 600 000 (6%)      |
| ЗАГАЛОМ                              | 10 676 000 (100%) |

Загальна чисельність населення європейської частини Османської імперії в 1840-х роках, за даними Огюста Вікнеля:
| Спільнота               | ЗАГАЛОМ           | Мусульмане | Християни  | Евреї   |
| ----------------------- | ----------------- | ---------- | ---------- | ------- |
| Молдо-волохи            | 4 112 105 (27%)   |            | 3 976 825  | 135 280 |
| Болгари                 | 3 000 000 (20%)   | 60 000     | 2 940 000  |         |
| Османи, юрюки, татари   | 2 100 000 (14%)   | 2 100 000  |            |         |
| Албанці                 | 1 400 000 (9%)    | 1 250 000  | 150 000    |         |
| Боснійці й герцеговинці | 1 300 000 (9%)    | 600 000    | 700 000    |         |
| Серби                   | 1 004 000 (7%)    | 15 000     | 987 600    | 1400    |
| Греки                   | 975 000 (6%)      | 15 000     | 960 000    |         |
| Вірмени                 | 400 000 (3%)      |            | 400 000    |         |
| Роми                    | 214 000 (1%)      | 140 000    |            |         |
| Хорвати                 | 200 000 (1%)      |            | 200 000    |         |
| Чорногорці              | 100 000 (1%)      |            | 100 000    |         |
| Євреї                   | 70 000 (0%)       |            |            | 70 000  |
| Козаки                  | 9000 (0%)         |            | 9000       |         |
| ЗАГАЛОМ                 | 15 184 105 (100%) | 4 180 000  | 10 723 425 | 206 680 |

Загальна чисельність населення європейської частини Османської імперії в 1872 році, за даними військового аташе в Константинополі Ріттера цур Гелле фон Само, на основі османських провінційних щорічників:
| Вілайет                                  | ЗАГАЛОМ    | Мусульмане    | Немусульмане     |
| ---------------------------------------- | ---------- | ------------- | ---------------- |
| Константинополь (Европа)                 | 685 200    | 285 100 (42%) | 400 100 (58%)    |
| Едірне                                   | 1 304 352  | 503 058 (39%) | 801 294 (61%)    |
| Шкодерск                                 | 228 000    | 100 000 (44%) | 128 000 (56%)    |
| Призрен                                  | 1 119 154  | 728 286 (61%) | 470 868 (39%)    |
| Дунай                                    | 2 016 430  | 817 200 (41%) | 1 199 230 (59%)  |
| Яніна                                    | 710 501    | 249 699 (35%) | 460 802 (65%)    |
| Салоніки                                 | 1 237 338  | 429 410 (35%) | 807 928 (65%)    |
| Боснія                                   | 1 242 456  | 630 456 (51%) | 612 000 (49%)    |
| Крит                                     | 210 000    | 90 000 (43%)  | 120 000 (57%)    |
| Константинополь (Азия)                   | 796 000    | 455 500 (57%) | 340 500 (43%)    |
| Сербія                                   | 1 319 389  | 4 965 (0%)    | 1 314 424 (100%) |
| Об'єднане князівство Волощини та Молдови | 4 500 000  | 3 000 (0%)    | 4 497 000 (100%) |
| Чорногорія                               | 100 000    | 0 (0%)        | 100 000 (100%)   |
| ЗАГАЛОМ                                  | 15 548 820 | 4 296 674     | 11 252 146       |

Загальна чисельність населення європейської частини Османської імперії в 1876 році, за даними Ернста Георга Равенштейна, який спирався на кілька джерел, включаючи османську статистику:
| Спільнота                    | Оцінка           |
| ---------------------------- | ---------------- |
| Мусульманські турки й татари | 1 388 000 (17%)  |
| Мусульманські болгари        | 790 000 (10%)    |
| Мусульманські албанці        | 723 000 (9%)     |
| Мусульманські серби          | 442 000 (5%)     |
| Мусульманські черкеси        | 144 000 (2%)     |
| Мусульманські роми           | 52 000 (1%)      |
| Мусульманські греки          | 38 000 (0%)      |
| Мусульманські араби          | 3000 (0%)        |
| Мусульманські іноземці       | 5000 (0%)        |
| Немусульманські болгари      | 2 071 000 (25%)  |
| Немусульманські греки        | 1 082 000 (13%)  |
| Немусульманські серби        | 672 000 (8%)     |
| Немусульманські албанці      | 308 000 (4%)     |
| Немусульманські румуни       | 200 000 (2%)     |
| Немусульманські вірмени      | 100 000 (1%)     |
| Євреї                        | 72 000 (1%)      |
| Немусульманські іноземці     | 60 000 (1%)      |
| Немусульманські роми         | 52 000 (1%)      |
| Немусульманські росіяни      | 10 000 (0%)      |
| ЗАГАЛОМ                      | 8 207 000 (100%) |

Загальна чисельність населення деяких санджаків у 1877 році, за даними російського дипломата Теплова:
| Санджак         | Болгари   | Неболгари | Мусульмане | Немусульмане |
| --------------- | --------- | --------- | ---------- | ------------ |
| Видин           | 263 000   | 131 600   | 39 723     | 333 317      |
| Велико-Тирново  | 188 500   | 112 000   | 68 199     | 328 390      |
| Ниш             | 283 000   | 148 100   | 72 188     | 360 559      |
| Софія           | 297 500   | 189 000   | 57 789     | 428 949      |
| Русе            | 201 025   | 354 324   | 268 824    | 290 626      |
| Варна           | 36 000    | 74 100    | 64 621     | 45 875       |
| Тулча           | 40 570    | 188 930   | 103 328    | 116 203      |
| Загалом (Дунай) | 1 310 695 | 1 198 054 | 674 672    | 1 903 919    |
| Сливен          | 100 500   | 186 400   | 64 459     | 213 066      |
| Пловдив         | 382 500   | 564 600   | 318 052    | 628 770      |
| ЗАГАЛОМ         | 1 793 695 | 1 949 054 | 1 057 183  | 2 745 755    |

Чоловіче населення частин Дунайського, Адріанопольського та Салонікського вілаєтів, що відповідають сучасній Республіці Болгарія, у 1875 році за даними Тотева:
| Місто             | Мусульмане | Немусульмане |
| ----------------- | ---------- | ------------ |
| Дунайський вілаєт | 451 680    | 712 842      |
| ЗАГАЛОМ           | 687 998    | 1 053 387    |

## Зауваги
1. ↑  Термін "Волохи" може стосуватися ароманів, або мегленітських румун, або румунів, двох з трьох або всіх одночасно. Це термін, що спочатку використовувався іншими народами для позначення східно-романських народів (до яких також належать істрорумуни, які ніколи не жили під владою Османської імперії), хоча мегленітські румуни прийняли його як самоназву.